# Káthmándú
Káthmándú (nepálsky काठमाडौं, Kāṭhamāḍauṃ, névársky येँ, Jeṃ) je hlavním a nejlidnatějším městem Nepálu. Žije zde přibližně 846 tisíc obyvatel a dalších 4 milionu obyvatel žije v jeho městské aglomeraci. Nachází se v Káthmándském údolí, velkém údolí na náhorní plošině v centrálním Nepálu, v nadmořské výšce 1300 metrů.
Město bylo založeno ve 2. století n. l. a představuje jedno z nejstarších nepřetržitě osídlených sídel na světě. Údolí se historicky nazývalo „Nepálská mandala“ a bylo domovem Névárců, kosmopolitní městské civilizace v podhůří Himálaje. Město bylo královským hlavním městem Nepálského království a nachází se zde paláce, honosná sídla i zahrady vybudované nepálskou aristokracií. Od roku 1985 je sídlem Jihoasijského sdružení pro regionální spolupráci (SAARC). Dnes je sídlem vlády Nepálské federativní demokratické republiky, na kterou se Nepál v roce 2008 přeměnil, a je součástí provincie Bágmatí.
Káthmándú je a po mnoho let bylo centrem nepálské historie, umění, kultury a hospodářství. Žije zde mnohonárodnostní obyvatelstvo s hinduistickou a buddhistickou většinou. Náboženské a kulturní slavnosti tvoří významnou součást života zdejších obyvatel. Důležitou součástí ekonomiky města je cestovní ruch. V roce 2013 se Káthmándú umístilo na třetím místě mezi deseti nejoblíbenějšími turistickými destinacemi na světě podle TripAdvisoru a na prvním místě v Asii. Město je považováno za vstupní bránu do nepálského Himálaje. Nachází se zde několik památek světového dědictví: náměstí Durbár, Svajambhúnáth, Boudhanáth a Pašupatináth. Podle údajů Světové banky z roku 2010 v Káthmándské údolí přibývá obyvatelstvo tempem 4 % ročně, což z něj činí jednu z nejrychleji rostoucích metropolitních oblastí v jižní Asii a první nepálský region, který čelí nebývalým výzvám rychlé urbanizace a modernizace v metropolitním měřítku. Je to největší metropolitní oblast nacházející se v Himálaji.
Historické území Káthmándú bylo vážně poškozena v dubnu 2015 zemětřesením o síle 7,8 stupně. Některé budovy byly obnoveny, zatímco další stále prochází rekonstrukcí.

## Etymologie
Domorodý nevárský výraz pro Káthmándú je Jen. Nepálský název Káthmándú pochází od pagody Kášthamandap, která stála na náměstí Durbár v centru Káthmándú. Tato pagoda byla zcela zničena během zemětřesením v dubnu 2015, i když od té doby byla zrekonstruována. V sanskrtu káštha (काष्ठ) znamená „dřevo“ a mandapa (मण्डप) znamená „pavilon“. Tento veřejný pavilon, známý také jako Máru satta v névárštině, byl přestavěn v roce 1596 v období krále Lakšmí Narasinghy Maly. Třípatrová stavba byla celá ze dřeva a nepoužívala žádné železné hřebíky ani podpěry. Podle místních legend bylo veškeré dřevo použité na stavbu pagody získáno z jediného stromu.
Kolofony starých rukopisů, datovaných až do 20. století, uvádějí Káthmándú jako Kášthamandap Mahánagar. Mahánagar znamená „velké město“. Město se nazývá Kášthamandap podle slibu, který buddhističtí mniši dodnes odříkávají. Káthmándú je tedy známé také jako Kášthamandap. Ve středověku se město někdy nazývalo Kántipur (v sanskrtu: कान्तिपुर). Tento název je odvozen ze dvou sanskrtských slov – kánti a pur. Výraz Kánti znamená „krása“ a je většinou spojován se světlem, a pur znamená „místo“, čímž získává význam „Město světla“.
Mezi původními obyvateli kmene Névárů je Káthmándú známé jako Jem Dej (névársky: येँ देय्) a Pátan a Bhaktapúr jako Jala Dej (névársky: यल देय्), respektive Khwopa Dej (névársky: ख्वप देय्). „Jen“ je zkrácená podoba Jambu (névársky: यम्बु), což původně označovalo severní polovinu Káthmándú. Starší severní osady byly označovány jako Jambi, zatímco jižní osada byla známá jako Jangala.

## Historie

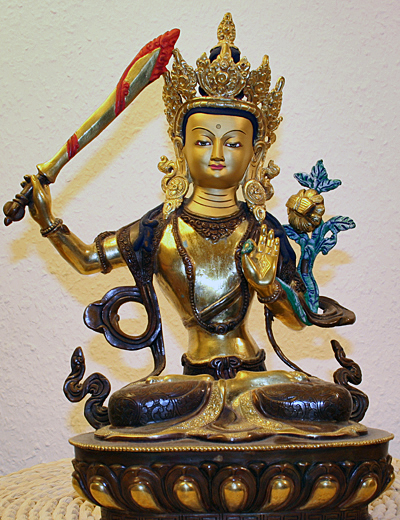
Maňdžušrí s Čandrahrasou, buddhistickým božstvem, které údajně stvořilo údolí

K nejstarším archeologickým nálezům z oblasti Káthmándú patří pískovcová socha místního krále v životní velikosti nalezená v Maligaonu (východní Káthmándú), která byla datována do roku 185 n. l. Při vykopávkách v Dhando Čajtja byla objevena cihla s nápisem v písmu bráhmí. Archeologové se domnívají, že je stará dva tisíce let. Kamenné nápisy jsou všudypřítomným prvkem na místních památkách a jsou klíčovým historickým pramenem nepálské historie.
Nejstarší západní zmínka o Káthmándú se objevuje ve zprávě portugalského jezuity Joao Cabrala, který procházel údolím Káthmándú na jaře roku 1628 a na cestě z Tibetu do Indie byl vlídně přijat tehdejším králem, pravděpodobně králem Lakšminarasimhou Mallou z Káthmándú, a oznámil, že dorazili do „Kádmendu“, hlavního města Nepálského království.

### Starověká historie
Dávná historie Káthmándú je popsána v tradičních mýtech a legendách. Podle buddhistického spisu Svájambhu Purána bylo dnešní Káthmándú kdysi obrovským a hlubokým jezerem jménem „Nagdaha“, protože bylo plné hadů. Bódhisatva Maňdžušrí jezero svým mečem vysušil a vodu z něj odvedl. Poté založil město zvané Maňdžupattan a vládcem země v údolí ustanovil Dharmakara. Po nějaké době démon jménem Banasúr odtok uzavřel a údolí se opět proměnilo v jezero. Poté přišel do Nepálu Kršna, zabil Banasúra a opět odvedl vodu tím, že přetnul okraj kopce Čobhar touto Sudharšan čakrou. Přivedl s sebou několik gópálů a Bhuktamana učinil králem Nepálu.
Kotirudra Samhita ze Šiva Purány, kapitola 11, sloka 18, označuje toto místo jako město Najapala, které bylo proslulé svou Pašupati Šivalingou. Název Nepál pravděpodobně pochází od tohoto města Najapala. 
O období před středověkými vládci Liččhaviovy existuje jen velmi málo historických záznamů. Podle Gopalraj Vansawaliho, genealogie nepálské monarchie, byli vládci Káthmándského údolí před Liččhaviovy Gópálové, Mahispalové, Aabhírové, Kiratové a Somavanšiové. Dynastii Kiratů založil Jalamber. V době Kiratů existovala v severní polovině starého Káthmándú osada zvaná Jambu. V některých čínsko-tibetských jazycích se Káthmándú dodnes nazývá Jambu. Další menší osada zvaná Jengal se nacházela v jižní polovině starého Káthmándú, poblíž Maňdžupattanu. Za vlády sedmého kiratského vládce Džitedastiho vstoupili do údolí Káthmándú buddhističtí mniši a založili lesní klášter v Sankhu.

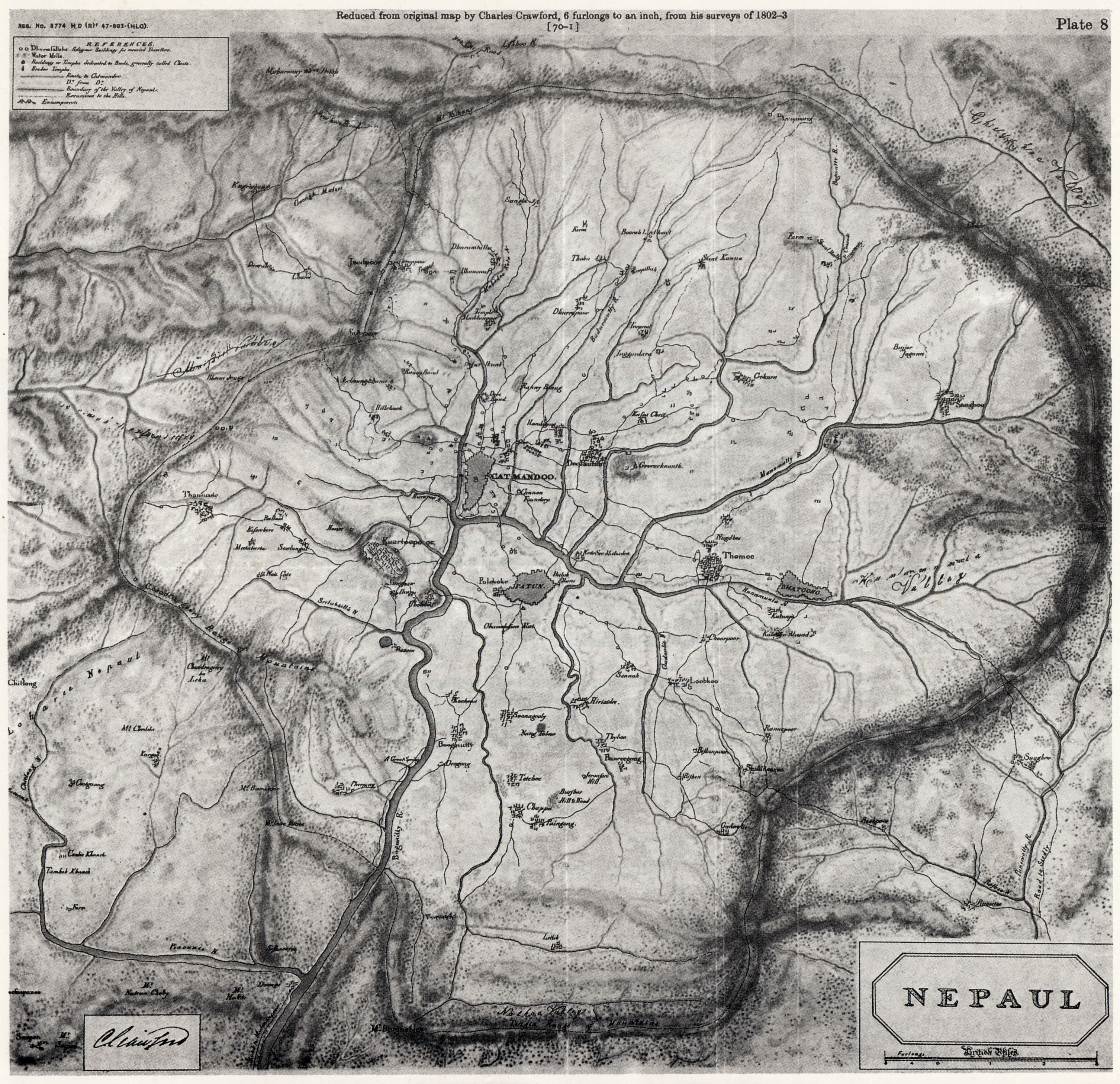
Mapa Káthmándského údolí z roku 1802

### Dynastie Liččhaviů
Liččhaviové z Indoganžské nížiny se stěhovali na sever, porazili Kiráty a založili dynastii Licchavů, kolem roku 400 n. l. Během této éry, po genocidě Šákjů v Lumbiní, kterou provedl Virudhaka, přeživší migrovali na sever a vstoupili do lesních klášterů lora maskovaní jako Kolijové. Ze Sankhu migrovali do Jambu a Jengalu (Lanjagwal a Maňdžupattan) a založili první stálé buddhistické kláštery na území Káthmándú. Tím vytvořili základ nevárského buddhismu, který je jedinou přežívající buddhistickou tradicí založenou na sanskrtu na světě. S jejich migrací se Jambu nazývalo Koligram a Jengal se po většinu ličavské éry nazýval Dakšin Koligram.
Nakonec liččhavský vládce Gunakamadéva spojil Koligram a Dakšin Koligram a založil město Káthmándú, které bylo navrženo ve tvaru Čandráši, meče Mandžušrího. Město bylo obklopeno osmi kasárnami, které střežili adžimové. Jedna z těchto kasáren je stále v provozu v Bhadrakali (před Singha Durbarem). Město sloužilo jako důležitý tranzitní bod v obchodu mezi Indií a Tibetem, což vedlo k obrovskému rozvoji architektury. V dochovaných denících cestovatelů a mnichů, kteří žili v této době, byly nalezeny popisy budov, jako jsou Managriha, Kailaskut Bhawan a Bhadradiwas Bhawan. Například slavný čínský cestovatel ze 7. století Süan-cang popsal Kailaskut Bhawan, palác ličavského krále Amšuvarmana. Obchodní cesta vedla také ke kulturní výměně. Umělecké umění Névarců – původních obyvatel Káthmándského údolí – se v této době stalo velmi vyhledávaným jak v údolí, tak v celém Himálaji. Névarští umělci hojně cestovali po celé Asii a vytvářeli náboženské umění pro své sousedy. Aniko například vedl skupinu svých krajanských umělců po Tibetu a Číně. Bhrkutí, nepálská princezna, která se provdala za tibetského panovníka Songcäna Gampa, se zasloužila o zavedení buddhismu do Tibetu.

### Dynastie Mallů

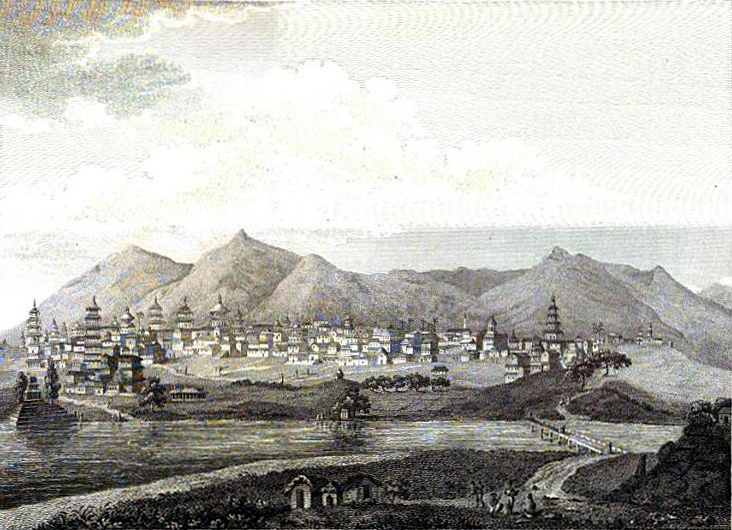
Panorama Káthmándú, kolem roku 1793

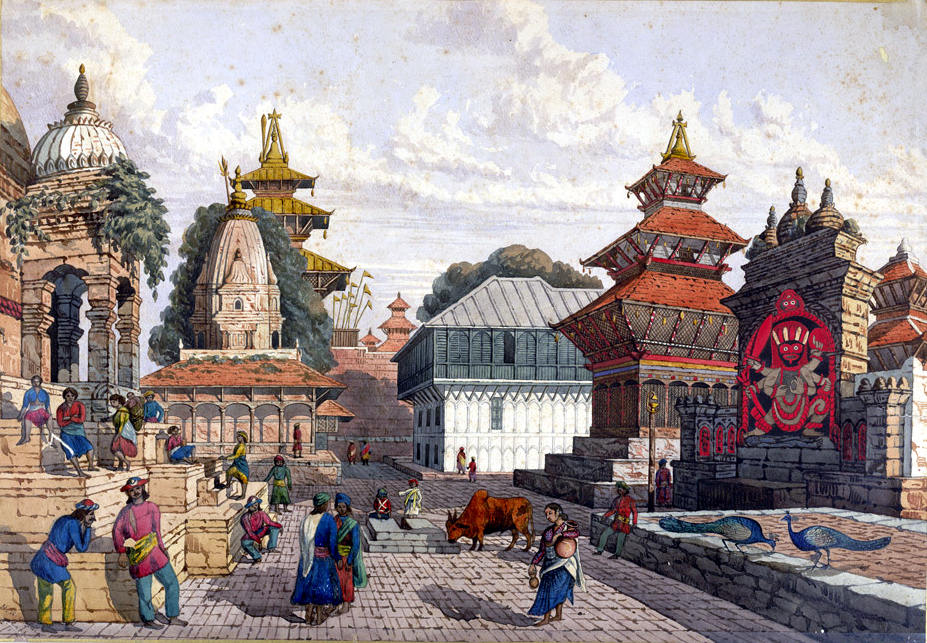
Káthmándské náměstí Durbar, 1852

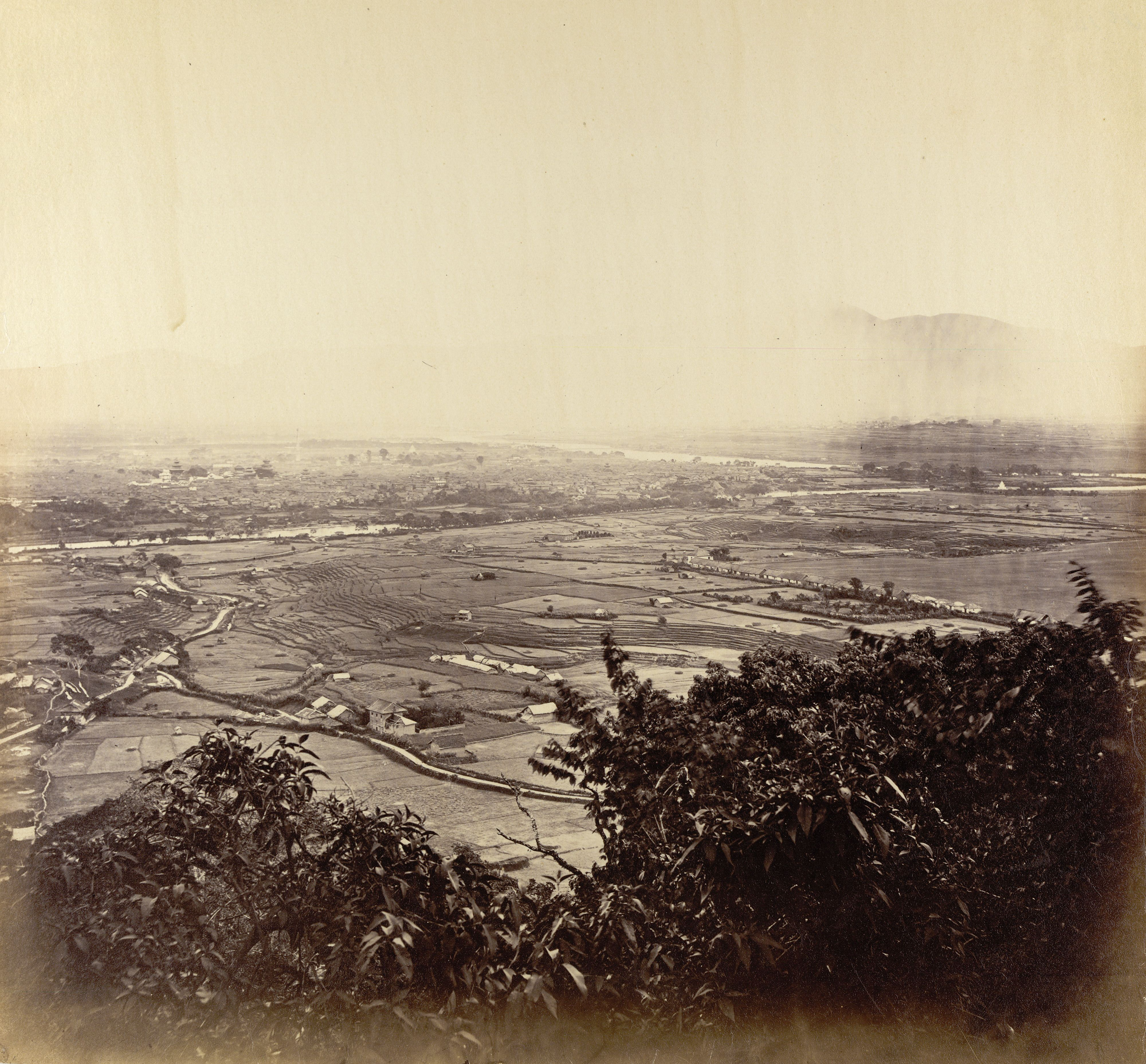
Pohled na údolí Káthmándú ze Svajambhúnáthu, 1863

Po éře Liččhaviů následovala dynastie Mallů. Vládci z Tirhutu po útoku Dillíského sultanátu uprchli na sever do údolí Káthmándú. Smísili se s nepálskou královskou rodinou, což započalo dynastii Malla. První roky dynastie Malla byly neklidné, docházelo k nájezdům a útokům khásovských a turkických muslimů. Došlo také k ničivému zemětřesení, které si vyžádalo životy třetiny obyvatel Káthmándú včetně krále Abhaja Mally. Tyto katastrofy vedly ke zničení většiny architektury z doby Liččhaviů (například Mangriha a Kailashkut Bhawan) a ke ztrátě literatury shromážděné v různých klášterech ve městě. Navzdory počátečním těžkostem se Káthmándú opět dostalo do popředí a po většinu trvání dynastie Malla dominovalo obchodu mezi Indií a Tibetem. Nepálská měna se stala standardní měnou v transhimálajském obchodě.
V pozdější době dynastie Malla se údolí Káthmándú skládalo ze čtyř opevněných měst: Kantipur, Lalitpur, Bhaktapúr a Kirtipur. Tato města sloužila jako hlavní města nepálské konfederace Malla. Tyto státy spolu soupeřily v umění, architektuře, estetice a obchodu, což vedlo k obrovskému rozvoji. Králové tohoto období přímo ovlivňovali nebo se podíleli na výstavbě veřejných budov, náměstí a chrámů, stejně jako na rozvoji vodovodů, institucionalizaci svěřenectví (tzv. guthis), kodifikaci zákonů, psaní dramat a hraní divadelních her na městských náměstích. Důkazem přílivu myšlenek z Indie, Tibetu, Číny, Persie a Evropy je mimo jiné kamenný nápis z doby krále Pratap Malla. Z této doby byly nalezeny knihy, které popisují jejich tantrickou tradici (např. Tantrakhjan), medicínu (např. Haramekhala), náboženství (např. Mooldevshashidev), právo, morálku a historii. Nalezen byl také Amarkoš, sanskrtsko-nepálský slovník bhásy z roku 1381 n. l. K architektonicky pozoruhodným stavbám z této doby patří káthmándské náměstí Durbar, pátanské náměstí Durbar, bhaktapúrské náměstí Durbar, bývalý durbar v Kirtipuru, Njatapola, Kumbheshwar, Krišnův chrám a další.  

### Novověk

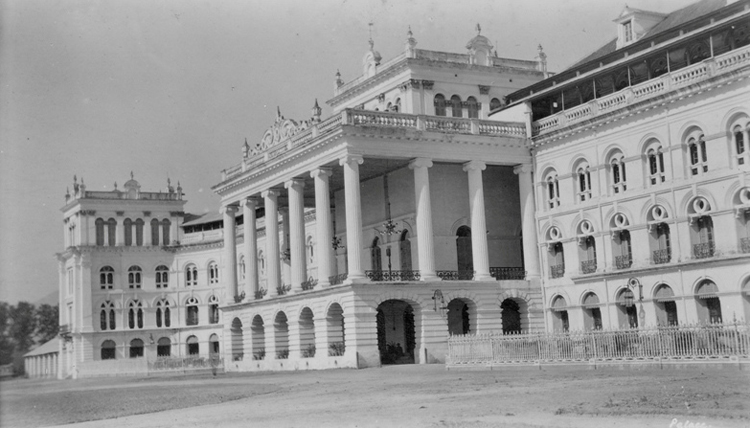
Pohled na dnes již zbořený starý královský palác roku 1920

#### Počátky šáhovy vlády
Království Gorkha ukončilo mallovskou konfederaci po bitvě u Káthmándú v roce 1768. To znamenalo začátek moderní éry Káthmándú. Bitva u Kirtipuru byla počátkem dobytí údolí Káthmándú královstvím Gorkhů. Káthmándú bylo přijato za hlavní město gorkhského království a samotné království bylo nazváno Nepál. Během rané části této éry si Káthmándú udrželo svou osobitou kulturu. V této době byly postaveny budovy s charakteristickou nepálskou architekturou, jako je například devítipatrová věž Basantapur. Obchod však upadal kvůli neustálým válkám se sousedními národy. Bhimsen Thapa podporoval Francii proti Velké Británii; to vedlo k rozvoji moderních vojenských staveb, jako jsou například moderní kasárna v Káthmándú. Devítipatrová věž Dharahara byla původně postavena v tomto období.

#### Vláda Ránů
Vláda Ránů nad Nepálem začala masakrem v Kótu v roce 1846, ke kterému došlo poblíž Hanuman Dhoka Durbaru. Během tohoto masakru byla Džangem Bahádurem a jeho stoupenci zmasakrována většina vysokých nepálských úředníků. Další masakr, Bhandarkhalský masakr, provedl Kunwar a jeho stoupenci rovněž v Káthmándú. Za Ranova režimu se spojenectví Káthmándú změnilo z protibritského na probritské; to vedlo k výstavbě prvních budov ve stylu západoevropské architektury. K nejznámějším z těchto staveb patří Singha Durbar, Zahrada snů, Šital Niwas a starý palác Narayanhiti. V této době byla také postavena první moderní obchodní silnice v Káthmándském údolí, Nová silnice. V tomto období byla v Káthmándú postavena Trichandra College (první vysoká škola v Nepálu), Durbar High School (první moderní škola v Nepálu) a Bir Hospital (první nemocnice v Nepálu). Vzdělání bylo dostupné pouze privilegovaným vrstvám. Vláda Ránů se vyznačovala despotismem, ekonomickým vykořisťováním a náboženským pronásledováním.

## Geografie
Káthmándú se nachází v severozápadní části údolí Káthmándú severně od řeky Bágmatí a má rozlohu 50,7 km2. Průměrná nadmořská výška je 1 400 m n. m. Město sousedí s několika dalšími obcemi v údolí Káthmándú: jižně od Bágmátí leží metropolitní město Pátan, s nímž tvoří jednu městskou oblast obklopenou okružní silnicí, na jihozápadě s Kirtipurem a na východě s Madyapur Thimi. Na severu se urbanizovaná oblast rozprostírá do několika obcí: Nagardžun, Tarakeshwor, Tokha, Budhanilkantha, Gokarneshwor a Kageshwori Manohara. Městská aglomerace však zasahuje daleko za hranice sousedních obcí, např. do Bhaktapúru, a pokrývá téměř celé Káthmándské údolí.
Káthmándú protéká osm řek, hlavní řeka údolí Bágmatí a dále přítoky, z nichž největší jsou Bišnumati, Dhobi Khola, Manohara Khola, Hanumante Khola a Tukuča Khola. Hory, z nichž tyto řeky pramení, se pohybují v nadmořské výšce 1500–3000 m a jsou v nich průsmyky, které umožňují přístup do Káthmándského údolí a zpět. Kdysi vedl z kopce Nagardžuná přes Baladžu do Káthmándú starobylý kanál, který je dnes již zaniklý.
Město Káthmándú a okolní údolí leží v zóně opadavého monzunového lesa (monzuny ovlivněné vlhké subtropické podnebí) (nadmořská výška 1 200 až 2 100 m), jedné z pěti vegetačních zón stanovených pro Nepál. Dominantními druhy stromů v této zóně jsou dub, jilm, buk, javor a další, ve vyšších nadmořských výškách se vyskytují i jehličnaté stromy.
- Rozrůstání zástavby v Káthmándú, 2015
- Zelené, vegetací porostlé svahy, které obklopují metropolitní oblast Káthmándú (světle šedá barva, uprostřed snímku), zahrnují jak lesní rezervace, tak národní parky
- Aranická silnice spojuje Káthmándú s Bhaktapurem a dále k čínským hranicím.
- Severovýchodní Káthmándú s horou Gauríšankar  v pozadí

### Správa Káthmándú
Káthmándú a sousední obce se skládají ze čtvrtí, jejíž názvy místní obyvatelé znají a hojně používají. Administrativně je však město rozděleno do 32 obvodů, které jsou očíslovány od 1 do 32. Dříve bylo obvodů 35, což z něj činilo metropolitní město s největším počtem obvodů. Novým starostou Káthmándú byl zvolen Balendra Šáh (Balen).

### Klima
Podle Köppenovy klasifikace podnebí mají části města s nižší nadmořskou výškou (1300–1400 m), což je 88 % z celkového počtu, vlhké subtropické podnebí (Cwa), zatímco části města s vyšší nadmořskou výškou mají obecně „monzuny ovlivněné mírné oceánické podnebí“ (Cwb). V údolí Káthmándú, které je reprezentativní pro údolní podnebí, se průměrná letní teplota pohybuje mezi 28 a 30 °C. Průměrná zimní teplota je 10,1 °C. V Nepálu se nachází pět hlavních klimatických oblastí. Z nich se vyšší hory v údolí Káthmándú včetně kopce Čandragiri nacházejí v teplé mírné oblasti (nadmořská výška od 1 200 do 2 300 m), kde panuje poměrně mírné, pro tuto oblast netypické klima. Na tuto zónu navazuje chladná mírná zóna s nadmořskou výškou od 2 100 do 3 300 metrů. 
Podnebí ve městě je obecně teplé, po teplých dnech následují chladné noci a rána. Vzhledem k tomu, že v zimě mohou teploty klesnout na 1 °C nebo méně, lze očekávat nepředvídatelné počasí. Během studené fronty v roce 2013 klesly zimní teploty v Káthmándú až na -4 °C a nejnižší teplota byla zaznamenána 10. ledna 2013, a to -9,2 °C. Srážky jsou většinou monzunové (přibližně 65 % celkového množství se soustředí během monzunových měsíců od června do září) a výrazně klesají (1000 až 2000 mm) od východního Nepálu k západnímu. V údolí Káthmándú je zaznamenáno přibližně 1 400 milimetrů srážek, ve městě Káthmándú je to v průměru 1 407 milimetrů. Průměrná vlhkost vzduchu je 75 %. Níže uvedený graf vychází z údajů Nepálského úřadu pro standardy a meteorologii, Weather Meteorology za rok 2005. V grafu jsou uvedeny minimální a maximální teploty v jednotlivých měsících. Roční úhrn srážek podle měsíčních údajů uvedených v tabulce výše činil v roce 2005 1 124 milimetrů. V letech 2000–2010 byly v Káthmándú zaznamenány velmi proměnlivé a bezprecedentní srážkové anomálie. Bylo to způsobeno především ročními výkyvy jihozápadního monzunu, například v roce 2001 bylo zaznamenáno pouze 356 mm srážek v důsledku mimořádně slabého monzunového období. Naproti tomu rok 2003 byl v Káthmándú nejvlhčím rokem vůbec, celkem spadlo přes 2 900 mm srážek v důsledku mimořádně silného monzunového období. 

| Káthmándú – podnebí | Káthmándú – podnebí | Káthmándú – podnebí | Káthmándú – podnebí | Káthmándú – podnebí | Káthmándú – podnebí | Káthmándú – podnebí | Káthmándú – podnebí | Káthmándú – podnebí | Káthmándú – podnebí | Káthmándú – podnebí | Káthmándú – podnebí | Káthmándú – podnebí | Káthmándú – podnebí |
| Období | leden               | únor                | březen              | duben               | květen              | červen              | červenec            | srpen               | září                | říjen               | listopad            | prosinec            | rok                 |
| --- | ------------------- | ------------------- | ------------------- | ------------------- | ------------------- | ------------------- | ------------------- | ------------------- | ------------------- | ------------------- | ------------------- | ------------------- | ------------------- |
| Nejvyšší teplota [°C] | 24,4                | 28,3                | 33,3                | 35                  | 36,1                | 37,2                | 32,8                | 33,3                | 33,3                | 33,3                | 29,4                | 28,3                | 37,2                |
| Průměrné denní maximum [°C] | 19,1                | 21,4                | 25,3                | 28,2                | 28,7                | 29,1                | 29,1                | 28,7                | 28,1                | 26,8                | 23,6                | 20,2                | 25,6                |
| Průměrná teplota [°C] | 10,8                | 13                  | 16,7                | 19,9                | 22,2                | 24,1                | 24,3                | 24,3                | 23,3                | 20,1                | 15,7                | 12                  | 18,9                |
| Průměrné denní minimum [°C] | 2,4                 | 4,5                 | 8,2                 | 11,7                | 15,7                | 19,1                | 20,2                | 18,5                | 18,5                | 13,4                | 7,8                 | 3,7                 | 12,0                |
| Nejnižší teplota [°C] | −9,2                | −1,1                | 1,7                 | 4,4                 | 9,4                 | 13,9                | 16,1                | 16,1                | 13,3                | 5,6                 | 0,6                 | −1,7                | −9,2                |
| Průměrné srážky [mm] | 14,4                | 18,7                | 34,2                | 61                  | 123,6               | 236,3               | 363,4               | 330,8               | 199,8               | 51,2                | 8,3                 | 13,2                | 1 454,9             |
| Dní se srážkami | 2                   | 3                   | 4                   | 6                   | 12                  | 17                  | 23                  | 22                  | 15                  | 4                   | 1                   | 1                   | 110                 |
| Relativní vlhkost [%] | 79                  | 71                  | 61                  | 53                  | 57                  | 73                  | 81                  | 83                  | 82                  | 79                  | 85                  | 80                  | 74                  |
| Slunečných hodin | 223                 | 254                 | 260                 | 231                 | 229                 | 186                 | 136                 | 159                 | 132                 | 252                 | 244                 | 250                 | 2 556               |
| Zdroj: Ústav hydrologie a meteorologie (Nepál), Světová meteorologická organizace (srážkové dny), Danmarks Meteorologiske Institut (slunce a relativní vlhkost), Sistema de Clasificación Bioclimática Mundial (extrémy) |                     |                     |                     |                     |                     |                     |                     |                     |                     |                     |                     |                     |                     |

### Kvalita ovzduší
Znečištění ovzduší je v údolí Káthmándú velkým problémem. Podle databáze Světové zdravotnické organizace o znečištění vnějšího ovzduší z roku 2022 byla průměrná roční koncentrace PM2,5 (prachových částic) v roce 2019 51 μg/m3, což je 5 krát více, než doporučuje Světová zdravotnická organizace. Od začátku roku 2017 nepálská vláda a velvyslanectví Spojených států v Káthmándú monitorují a veřejně sdílejí údaje o kvalitě ovzduší v reálném čase. Podle zprávy Republica zveřejněné 23. listopadu 2019 dosáhl v Nepálu počet předčasných úmrtí v důsledku znečištění ovzduší 37 399 a v samotném Káthmándú 9 943 ročně. Z toho vyplývá, že přibližně čtvrtina všech úmrtí v důsledku znečištění ovzduší v Nepálu připadá na Káthmándú.

## Státní a veřejné služby

### Občanská správa

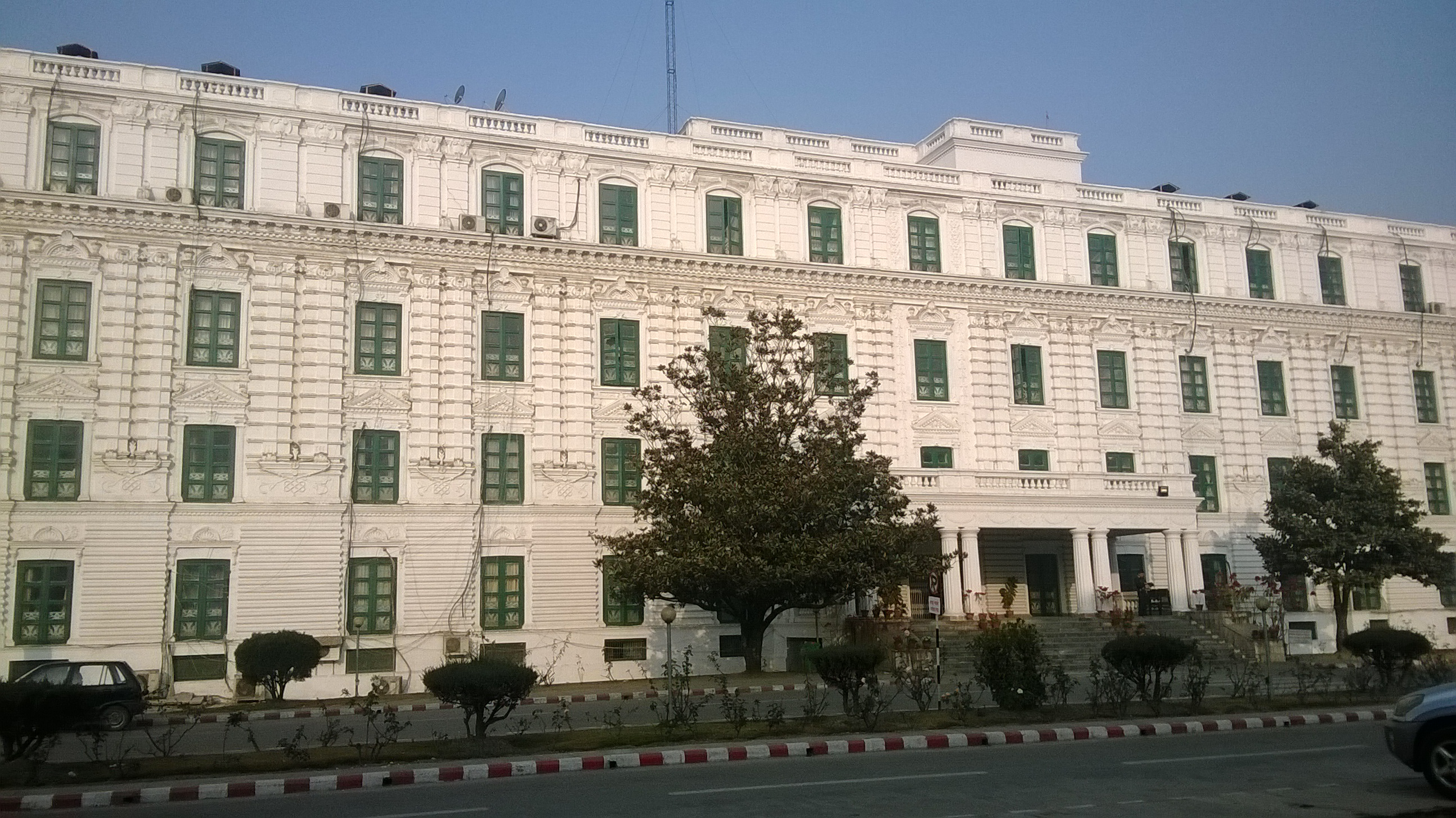
Úřad předsedy nepálské vlády v Singha Durbar, Káthmándú

Káthmándská městská společnost (KMS) je hlavním uzlovým orgánem pro správu Káthmándú. Magistrát Káthmándú byl v roce 1995 povýšen na metropolitní město.
Metropolitní Káthmándú se dělí na pět sektorů: centrální sektor, východní sektor, severní sektor, jádro města a západní sektor. Pro účely občanské správy je město dále rozděleno na 35 správních obvodů. Rada spravuje metropolitní oblast Káthmándú prostřednictvím 177 volených zástupců a 20 nominovaných členů. Schází se dvakrát ročně, aby přezkoumala, zpracovala a schválila roční rozpočet a přijala důležitá politická rozhodnutí. Dokumenty o profilu všech 35 obvodů, které připravila Metropolitní rada Káthmándú, jsou podrobné a poskytují pro každý obvod informace o počtu obyvatel, struktuře a stavu domů, typu komunikací, vzdělávacích, zdravotnických a finančních institucích, zábavních zařízeních, parkovacích místech, bezpečnostních opatřeních atd. Obsahuje také seznamy dokončených, probíhajících a plánovaných rozvojových projektů spolu s informativními údaji o kulturním dědictví, festivalech, historických památkách a místních obyvatelích. Největší je okrsek 16 s rozlohou 437,4 ha, nejmenší je okrsek 26 s rozlohou 4 ha.
Káthmándú je sídlem přilehlého okresu Káthmándú. Káthmandú je od roku 2015, kdy v Nepálu vznikly provincie, největším sídlem provincie Bágmatí.

### Zákon a pořádek
Hlavním donucovacím orgánem ve městě je městská policie. V jejím čele stojí policejní komisař. Metropolitní policie je divizí nepálské policie a administrativní kontrola spadá pod ministerstvo vnitra.

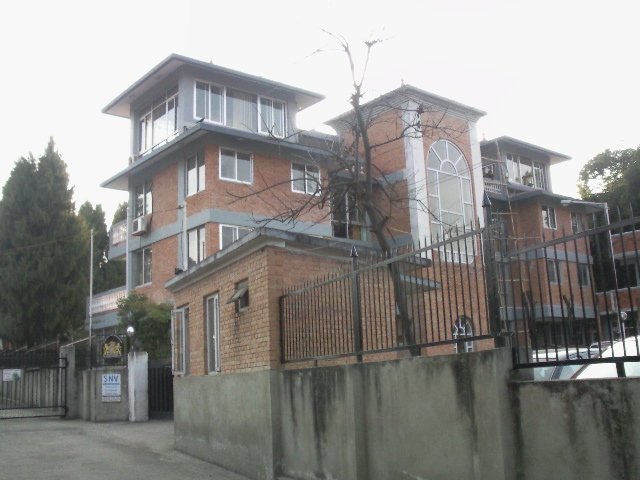
Nizozemský konzulát. V Káthmándú sídlí 28 diplomatických zastoupení

### Hasičská služba
Hasičský sbor, známý jako Barun Jantra Karjalaja (nepálsky: वारुण यन्त्र कार्यालय), otevřel svou první stanici v Káthmándú v roce 1937 s jedním vozidlem. Byla postavena železná věž, která monitorovala město a hlídala požár. Jako preventivní opatření byli hasiči vysíláni do oblastí, které byly označeny jako oblasti náchylné k neštěstím. V roce 1944 byla hasičská služba rozšířena do sousedních měst Lalitpur a Bhaktapúr. V roce 1966 byla zřízena hasičská služba na centrálním letišti v Káthmándú. V roce 1975 přibylo díky daru západoněmecké vlády do hasičské služby v Káthmándú sedm hasičských vozů. Na hasiče ve městě dohlíží také mezinárodní nevládní organizace Firefighters Volunteer Association of Nepal (FAN), která byla založena v roce 2000 s cílem zvýšit povědomí veřejnosti o požárech a zlepšit bezpečnost.

### Zásobování elektřinou a vodou

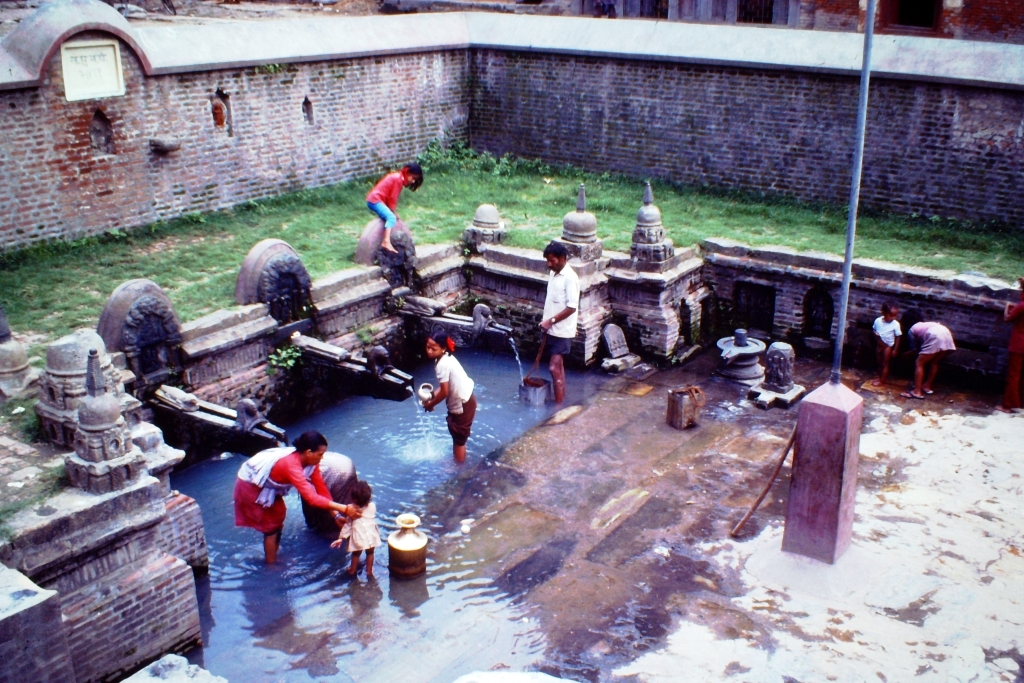
Veřejné lázně, Káthmándú. 1979

Elektřinu v Káthmándú reguluje a distribuuje Nepálský úřad pro elektřinu. Zásobování vodou a hygienická zařízení zajišťuje společnost Kathmandu Upatyaka Khanepani. Ve městě je velký nedostatek vody pro domácí účely, jako je na pití, na koupání, na vaření a na praní a zavlažování. Lidé pro všechny účely spojené s vodou používají balenou minerální vodu, vodu z cisteren a ze starobylých dhunge dharas (nepálsky: ढुङ्गे धारा). Nedostatek vody ve městě by měl vyřešit nový vodovod Melamči, který byl opoždněně dokončen v roce 2021. Navzdory neustálému úsilí vládních orgánů je Káthmándú jedním z nejvíce znečištěných měst v Nepálu, a to především kvůli přelidnění.

### Nakládání s odpady
Nakládání s odpady může probíhat prostřednictvím kompostování v jednotkách pro nakládání s komunálním odpadem a v domácnostech s domácími kompostéry. Oba systémy jsou běžné a zavedené v Indii a sousedních zemích.

## Obyvatelstvo
Káthmándú je díky svému kosmopolitnímu charakteru nejlidnatějším městem Nepálu. Podle národního sčítání lidu z roku 2011 žilo ve městě Káthmándú celkem 975 543 obyvatel v 254 292 domácnostech, přičemž roční míra přírůstku oproti roku 2001 činila 6,12 %. Celkem 70 % všech obyvatel žijících v Káthmándú bylo ve věku od 15 do 59 let.
Během jednoho desetiletí se počet obyvatel zvýšil z 427 045 v roce 1991 na 671 805 v roce 2001. Podle prognóz měl počet obyvatel v roce 2011 dosáhnout 915 071 a v roce 2021 1 319 597. Aby bylo možné udržet tento růst počtu obyvatel, rozšířila se plocha kontrolovaná KMS o rozloze 5 100 ha na 8 100 ha v roce 2001. Díky této nové rozloze zůstala hustota zalidnění, která v roce 1991 činila 85 obyvatel, v roce 2001 na 85 obyvatel; v roce 2011 měla stoupnout na 111 a v roce 2021 na 161 obyvatel.

### Jazyky
Etnické skupiny v Káthmándú
Podle sčítání lidu z roku 2011 byla v Káthmándú nejrozšířenějším mateřským jazykem nepálština, kterou hovoří 62 % obyvatel. Névársky mluví 19 % obyvatel a mezi další mateřské jazyky, kterými se používají, patří tamangština (6 %), maithili (3 %), bhódžpurština (2 %), gurungština (2 %), magarština (2 %) a šerpština (1 %). Mnozí mluví také anglicky.

### Etnické skupiny
Nejpočetnější etnickou skupinou jsou původní Névárci, jejichž různé kastovní skupiny dohromady tvoří 24,7 % obyvatel. Téměř stejný počet obyvatel mají Bahunové s 24,5 % a Čhetriové s 18 %. K dalším skupinám v Káthmándú patří Džanadžatové, včetně Tamangů (7,8 %), Magarů (3,8 %), Gurungů (2,6 %), Raiů (2,1 %) a muslimů (1,8 %). V poslední době tvoří podstatnou část obyvatel města další horské etnické skupiny a kastovní skupiny z Teraje a žije zde asi 12 000 Marvádů, převážně obchodníků.

## Architektura a městská panoramata
Starobylá obchodní cesta mezi Indií a Tibetem, která procházela Káthmándú, umožnila spojení uměleckých a architektonických tradic jiných kultur s místním uměním a architekturou. Památky města Káthmándú byly v průběhu staletí ovlivněny hinduistickými a buddhistickými náboženskými praktikami. Architektonický poklad údolí Káthmándú byl zařazen do známých sedmi skupin památek a staveb. V roce 2006 UNESCO prohlásilo těchto sedm skupin památek za Světové dědictví. Sedm památkových zón se rozkládá na ploše 190 hektarů, přičemž nárazníková zóna dosahuje rozlohy 2 400 hektarů. Sedm památkových zón zapsaných původně v roce 1979 a s menší úpravou v roce 2006 tvoří durbarová náměstí v Káthmándú, Pátanu a Bhaktapúru, hinduistické chrámy Pašupatináth a Čangunaraján, buddhistické stúpy Svajambhúnáth a Boudhanáth.

### Náměstí Durbar
Doslovný význam slova Durbar je „místo paláců“. V údolí Káthmándú se nacházejí tři zachovalá náměstí Durbar a jedno nezachovalé v Kirtipuru. Náměstí Durbar v Káthmándú se nachází ve starém městě a nachází se na něm památkově chráněné budovy představující čtyři království (Kantipur, Lalitpur, Bhaktapúr, Kirtipur); nejstarší z nich je z dynastie Liččhaviů. Komplex má 50 chrámů a je rozmístěn ve dvou kvadrantech náměstí Durbar. Ve vnějším čtyřúhelníku se nachází Kasthamandap, Kumari Ghar a chrám Šiva-Parvati; ve vnitřním čtyřúhelníku je palác Hanuman Dhoka. Oba kvadranty byly vážně poškozeny při zemětřesení v dubnu 2015.
Hanuman Dhoka je komplex staveb s královským palácem králů Malla a dynastie Šáhů. Rozkládá se na ploše dvou hektarů. Východní křídlo s deseti nádvořími je nejstarší částí, která pochází z poloviny 16. století. V 17. století jej král Pratap Malla rozšířil o mnoho chrámů. Královská rodina v tomto paláci žila až do roku 1886, kdy se přestěhovala do Královského paláce. Venku je kamenný nápis v patnácti jazycích.
Kumárí Ghar je palác v centru Káthmándú, vedle náměstí Durbar, kde sídlí královská dívka Kumárí vybraná vždy z několika Kumárí. Kumárí neboli Kumárí Déví je tradice uctívání mladých předpubertálních dívek jako projevů božské ženské energie nebo déví v jihoasijských zemích. V Nepálu je proces výběru velmi přísný. Dříve, v době monarchie, královna a kněží jmenovali navrženou Kumárí jemným procesem astrologického vyšetření a fyzického vyšetření 32 „gun“. Podobně měla vypadat i čína (nepálsky: चिना), starověká hinduistická astrologická zpráva, o Kumárí a vládnoucím králi. Kumárí je považována za tělesné vtělení bohyně Taleju (nepálské jméno pro Durgu), dokud nedostane první menstruaci, po níž se věří, že bohyně její tělo opustí. Vážná nemoc nebo velká ztráta krve při zranění také způsobí, že se vrátí mezi obyčejný stav. Současná Kumárí, Trishna Shakya, které byly v době jmenování tři roky, byla uvedena do úřadu v září 2017 a vystřídala Matinu Shakyu, která byla první Kumárí Káthmándú po skončení monarchie.
Kasthamandap je třípatrový chrám, v němž je zasvěcen obraz Gorakhnatha. Byl postaven v 16. století ve stylu pagody. Název Káthmándú je odvozen od slova Kasthamandap. Byl postaven za vlády krále Laxmi Narsingha Malla. Kasthamandap stojí na křižovatce dvou starobylých obchodních cest spojujících Indii a Tibet na náměstí Maru. Původně byl postaven jako odpočinkový dům pro pocestné. 

### Chrám Pašupatináth

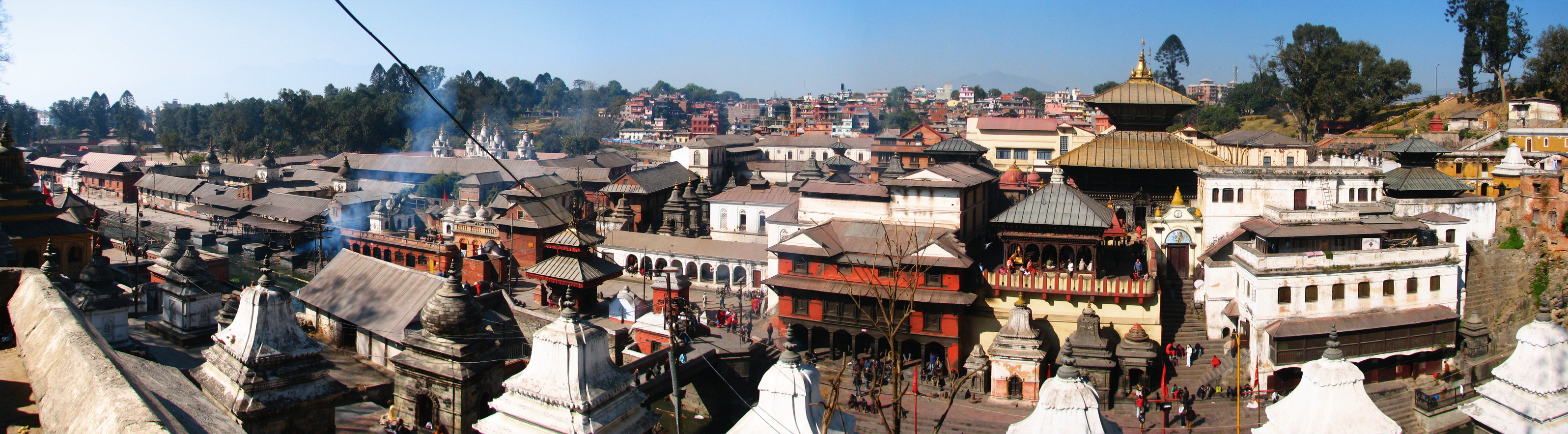
Panorama chrámu Pašupatináth z druhého břehu řeky Bágmatí

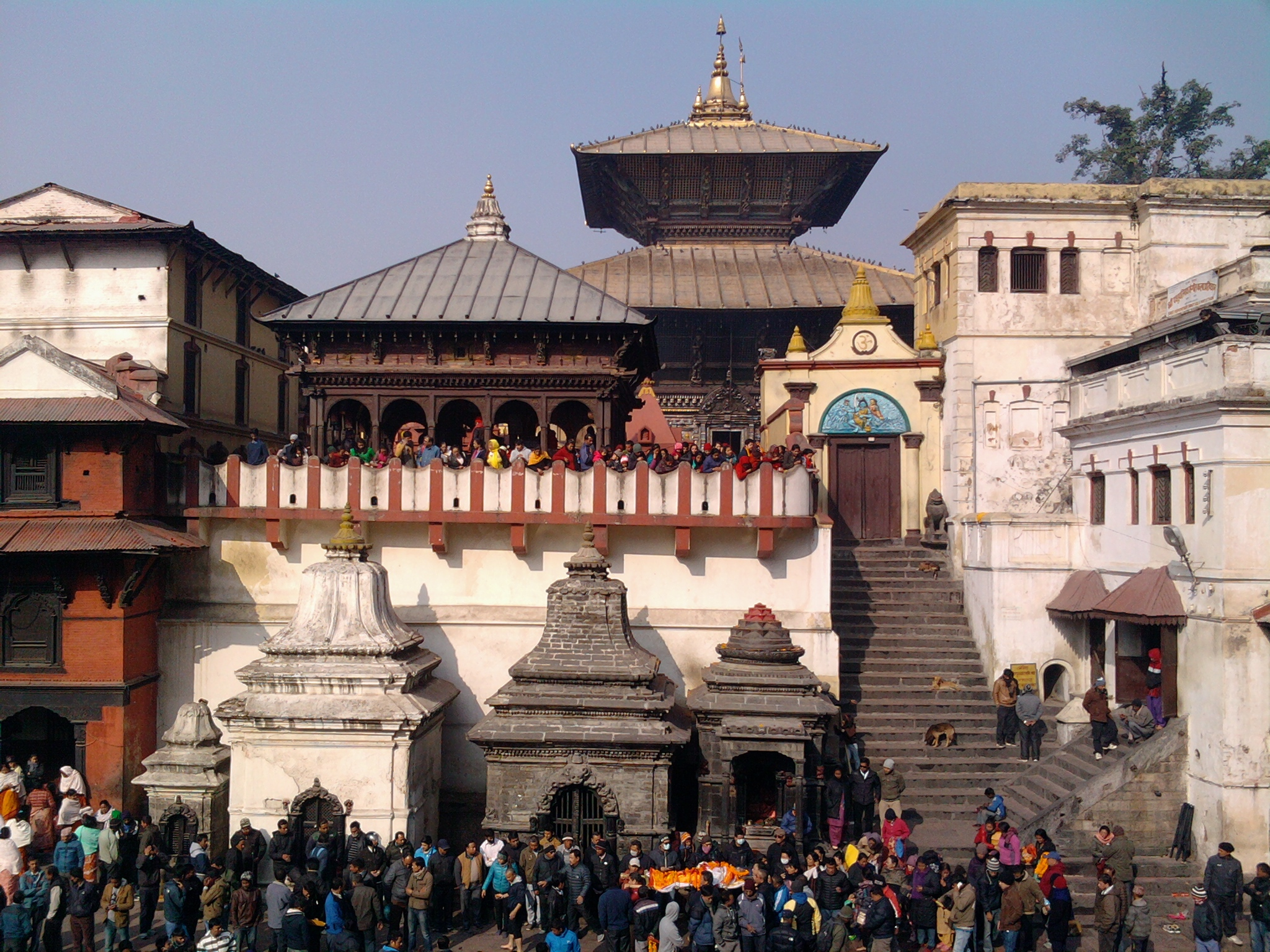
Pašupatináth při pohledu z druhého břehu řeky Bágmatí

Chrám Pašupatináth (nepálsky: पशुपतिनाथ मन्दिर) je slavný hinduistický chrám z 5. století zasvěcený bohu Šivovi. Chrám Pašupatináth se nachází na břehu řeky Bágmatí a je nejstarším hinduistickým chrámem v Káthmándú. Až do sekularizace Nepálu sloužil jako sídlo národního božstva, boha Pašupatinátha. Značná část chrámu však byla zničena mughalskými nájezdníky ve 14. století a z původního exteriéru chrámu z 5. století nezbylo téměř nic. Chrám v dnešní podobě byl postaven v 19. století, ačkoli obraz býka a černý čtyřhlavý obraz boha Pašupatinátha jsou staré nejméně 300 let. Chrám je zapsán na seznamu světového dědictví UNESCO. Šivaratri neboli noc Pána Šivy je nejvýznamnějším svátkem, který se zde koná a přitahuje tisíce oddaných a sádhuů.
Věřící v Pašupatináthu (převážně hinduisté) mají do chrámového areálu vstup povolen, nehinduističtí návštěvníci si však mohou chrám prohlédnout pouze z druhého břehu řeky Bágmatí. Kněží, kteří v tomto chrámu vykonávají bohoslužby, jsou od dob krále Malla Jakša Malla bráhmani z Karnátaky v jižní Indii. Předpokládá se, že tato tradice byla zahájena na žádost Ádi Šankaráčárji, který se snažil sjednotit státy Bháratamu, oblasti v jižní Asii, o níž se věřilo, že jí vládne mytologický král Bhárat, tím, že podporoval kulturní výměnu. Tento postup se dodržuje i v dalších chrámech po celé Indii, které posvětil Ádi Šankaráčárja.
Chrám je postaven ve stylu pagodové architektury s krychlovými konstrukcemi a vyřezávanými dřevěnými trámy (tundal), na nichž spočívají, a dvouúrovňovými střechami z mědi a zlata. 

### Boudhanáth

Budovy kolem stúpy Boudhanáth

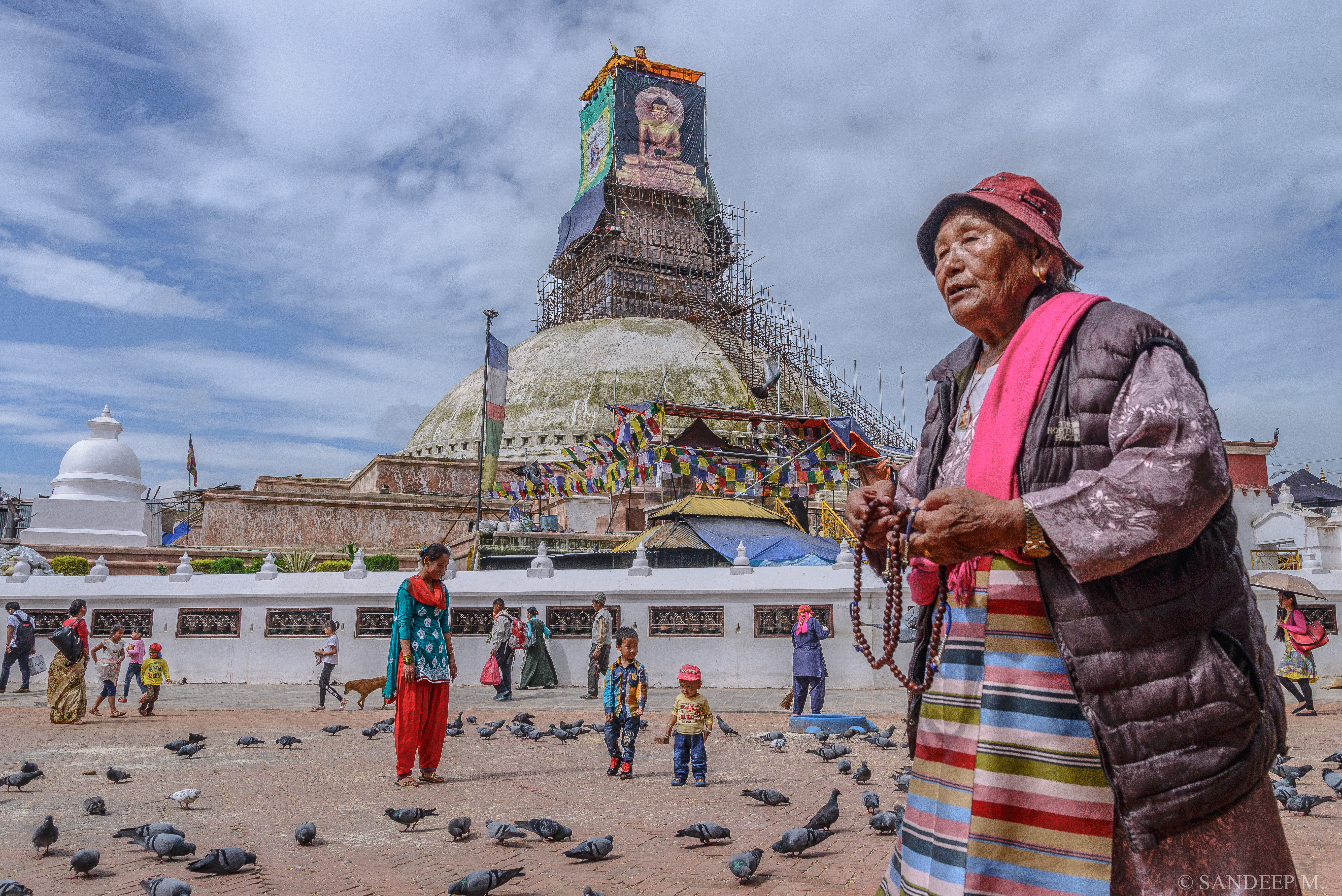
Stúpa Boudhanáth, jedna z největších v Nepálu, zachycená během oprav po zemětřesení z roku 2015.

Boudhanáth (nepálsky: बौद्ध स्तुप; psáno také jako Boudhanath, Bodhnath je spolu se Svajambhúnáthem jedním z nejposvátnějších buddhistických míst v Nepálu. Jedná se o velmi oblíbené turistické místo. Boudhanáth je u Névárců známý jako Khāsti a u nepálsky mluvících jako Bauddha nebo Bodhnāth. Stúpa se nachází asi 11 km od centra a severovýchodního okraje Káthmándú a díky své mohutné mandale patří k největším kulovitým stúpám v Nepálu. Boudhanáth byl v roce 1979 zapsán na seznam světového dědictví UNESCO.
Na základně stúpy je 108 malých vyobrazení dhjáního Buddhy Amitábhy. Obklopuje ji cihlová zeď se 147 výklenky, v každém z nich je čtyři nebo pět modlitebních mlýnků s vyrytou mantrou om mani padme hum. U severního vchodu, kudy musí návštěvníci projít, je svatyně zasvěcená Adžimě, bohyni neštovic. Stúpa každoročně přitahuje mnoho tibetských buddhistických poutníků, kteří ve vnitřní spodní ohradě provádějí poklony celým tělem, obcházejí stúpu s modlitebními mlýnky, zpívají a modlí se.  Od vrcholu stúpy směrem dolů jsou vztyčeny tisíce modlitebních praporků, které jsou po obvodu komplexu. V důsledku přílivu mnoha tibetských uprchlíků z Číny bylo v okolí Boudhanáthu postaveno více než 50 tibetských gomp (klášterů). 

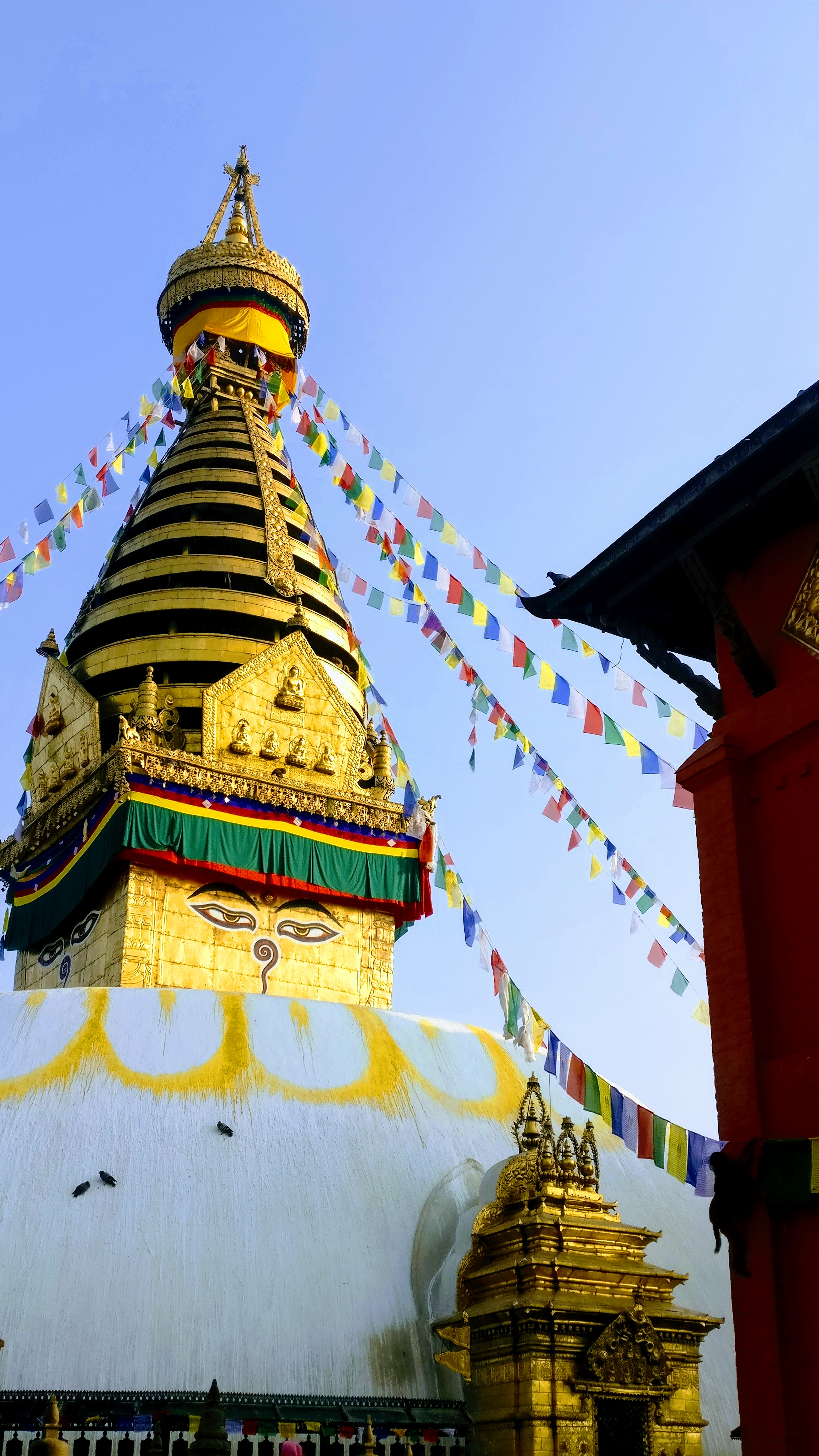
Hlavní stúpa Svajambhúnáthu

### Svajambhúnáth
Svajambhúnáth (nepálsky: स्वयम्भू स्तूप, psán často jako Swayambhunath) je buddhistická stúpa na vrcholu kopce v severozápadní části města. Patří mezi nejstarší náboženské památky v Nepálu. Přestože je místo považováno za buddhistické, je uctíváno jak buddhisty, tak hinduisty. Stúpa se skládá z kopule v základně; nad kopulí se nachází krychlová struktura s očima Buddhy hledícíma do všech čtyř směrů, nad každou ze čtyř stran jsou pětiúhelníkové torany s vyrytými sochami. Za torany a nad ními je třináct pater. Nad všemi stupni je malý prostor, nad nímž leží gajur. I Svajambhúnáth byl v roce 1979 zapsán na seznam světového dědictví UNESCO.

### Rani Pokhari
Rani Pokhari (nepálsky: रानी पोखरी, doslova „Královnin rybník“) je historický umělé jezírko zasazené do centra Káthmándú. Nechal ho postavit král Pratap Malla v roce 1670 n. l. pro svou milovanou královnu poté, co ztratila syna a nemohla se ze ztráty vzpamatovat. Velká kamenná socha slona na jihu označuje podobu Pratapa Mally a jeho dvou synů. Chrám Balgopaleshwor stojí ještě uvnitř chrámu nad jezírkem. Rani Pokhari se otevírá jednou ročně během posledního dne Tiharu, tj. svátku Bhai Tika a Chhath. V Ránipokhari se každoročně koná největší Chhath na světě. Jezírko je jednou z nejznámějších pamětihodností Káthmándú a je známé svým náboženským a estetickým významem. V současné době však probíhá na Ránipokhárí rekonstrukce, která začala v roce 2019 a podle zpráv by měla být dokončena v dalším roce.

## Kultura

### Umění

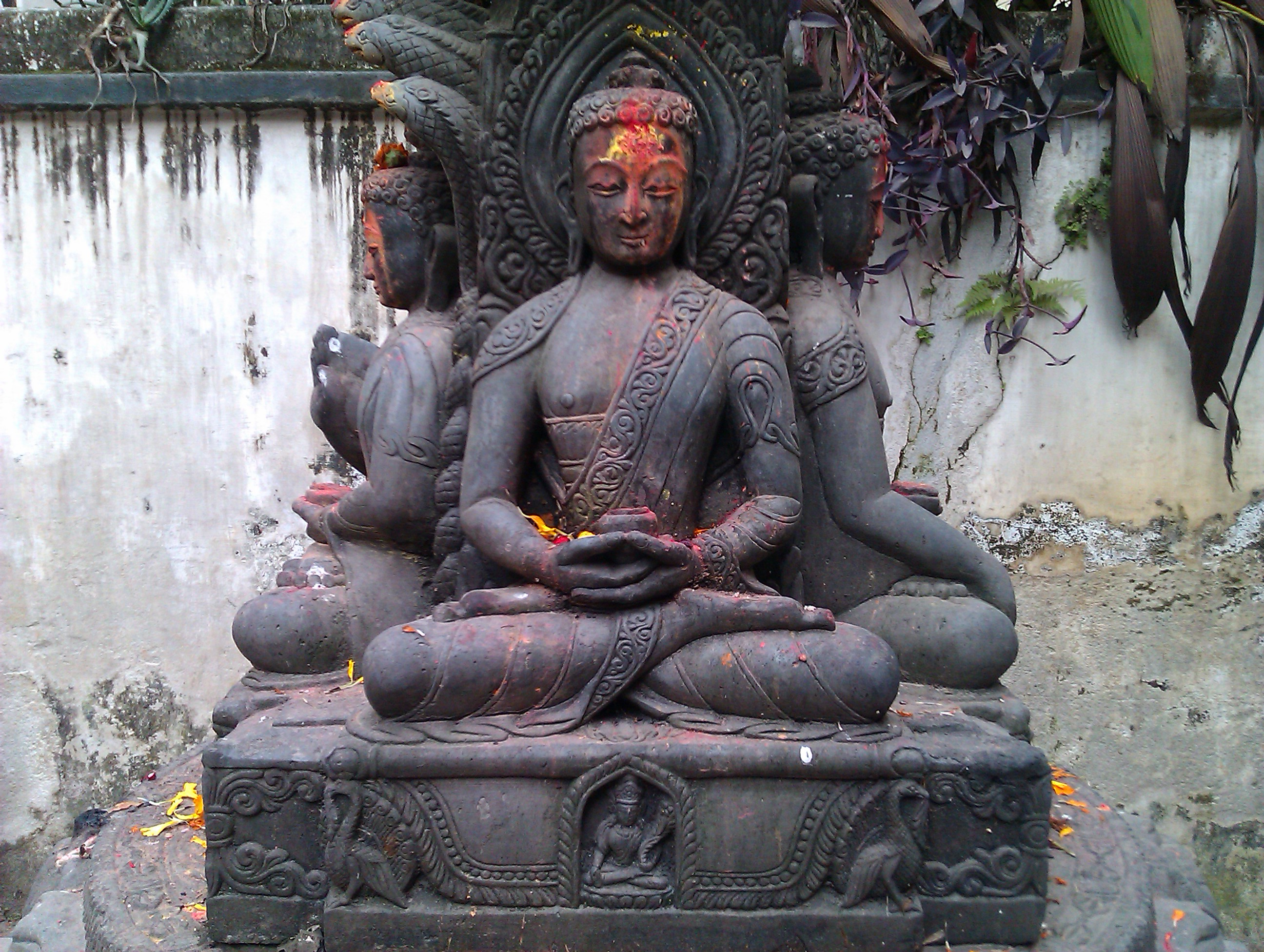
Kamenné řezby zvané čaityas, které jsou k vidění na nárožích ulic a ve dvorech

Káthmándské údolí, město Névárců, je popisováno jako „obrovská pokladnice umění a soch“, které jsou vyrobeny ze dřeva, kamene, kovu a terakoty a které se hojně nacházejí v chrámech, svatyních, stúpách, gombách, čhajtách a palácích. Umělecké předměty jsou k vidění také na nárožích ulic, v uličkách, na soukromých dvorech a na volném prostranství. Většina uměleckých předmětů má podobu ikon bohů a bohyň. Káthmándské údolí opatruje tento umělecký poklad již velmi dlouho, ale světového uznání se mu dostalo až po otevření země okolnímu světu v roce 1950.
Náboženské umění Nepálu a zejména Káthmándú se skládá z ikonické symboliky Matek bohyň, jako např. Bhavani, Durga, Gádža-Lakšmí, Hariti-Sitala, Mahsišamardini, Saptamatrika (sedm mateřských bohyň) a Šrí-Lakšmí (bohyně bohatství). Od 3. století př. n. l. zdobí Nepál obecně a údolí zvlášť kromě hinduistických bohů a bohyň také buddhistické památky z Ašókova období (říká se, že Ašóka navštívil Nepál v roce 250 př. n. l.). Tyto umělecké a architektonické stavby zahrnují tři hlavní vývojová období: Liččhaviové neboli klasické období (500 až 900 n. l.), poklasické období (1000 až 1400 n. l.) se silným vlivem umělecké formy Palla; období Malla (1400 a dále), které vykazovalo vysloveně tantrické vlivy ve spojení s uměním tibetské démonologie.
Dekorativním vzorům a řezbám vytvořeným obyvateli Nepálu byla přisouzena široká typologie. Tito umělci zachovávali směs hinduismu a buddhismu. Typologie podle druhu použitého materiálu je následující: kamenné umění, kovové umění, dřevěné umění, terakotové umění a malba.

#### Muzea
V Káthmándú se nachází řada muzeí a uměleckých galerií, včetně Nepálského národního muzea a Nepálského přírodovědného muzea. Nepálské umění a architektura jsou spojením dvou starobylých náboženství, hinduismu a buddhismu. Ty se bohatě odrážejí v mnoha chrámech, svatyních, stúpách, klášterech a palácích v sedmi přesně vymezených památkových zónách v údolí Káthmándú, které jsou součástí světového dědictví UNESCO. Toto spojení se odráží také v plánování a výstavách v muzeích a galeriích po celém Káthmándú a jeho sousedních městech Pátanu a Bhaktapúru. V muzeích jsou vystaveny unikátní artefakty a malby od 5. století n. l. až po současnost, včetně archeologických exportů.
Mezi muzea a umělecké galerie v Káthmándú patří:
- Národní muzeum
- Přírodovědné muzeum
- Palácový komplex Hanuman Dhoka
- Kaiserova knihovna
- Národní galerie umění
- Galerie NEF-ART (Nepálské výtvarné umění)
- Galerie Nepálské umělecké rady
- Palácové muzeum Narayanhiti
- Muzeum Taragaon

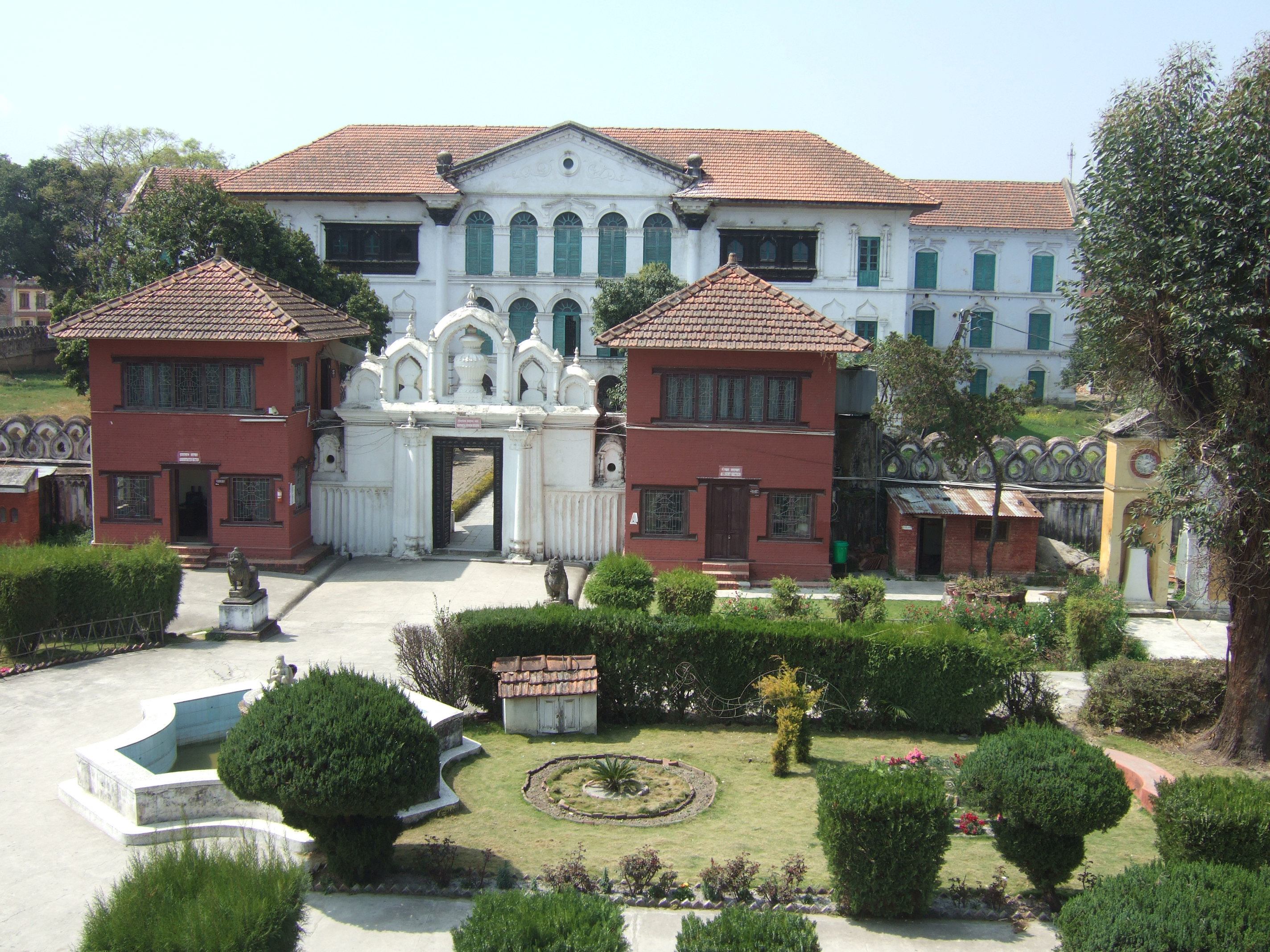
Nepálské národní muzeum

Národní muzeum se nachází v západní části Káthmándú, nedaleko stúpy Svajambhúnáth, v historické budově postavené na počátku 19. století generálem Bhimsenem Thapou. Jedná se o nejvýznamnější muzeum v zemi, které uchovává rozsáhlou sbírku zbraní, umění a starožitností historického a kulturního významu. Muzeum bylo založeno v roce 1928 jako sběrna válečných trofejí a zbraní a původní název tohoto muzea byl Chhauni Silkhana, což znamená „kamenný dům zbraní a munice“. Vzhledem ke svému zaměření obsahuje muzeum mnoho zbraní, včetně střelných zbraní místní výroby používaných ve válkách, kožených děl z 18.–19. století a středověkých i novověkých děl ze dřeva, bronzu, kamene a obrazů.
Přírodovědné muzeum se nachází na jižním úpatí kopce Svajambhú a má rozsáhlou sbírku různých druhů zvířat, motýlů a rostlin. Muzeum je známé svou expozicí druhů od prehistorických mušlí až po vycpaná zvířata.
V Tribhuvanově muzeu jsou uloženy artefakty související s králem Tribhuvanem (1906–1955). Je zde řada exponátů včetně jeho osobních věcí, dopisů a dokumentů, memorabilií souvisejících s událostmi, kterých se účastnil, a vzácné sbírky fotografií a obrazů členů královské rodiny. Mahendrovo muzeum je věnováno králi Mahéndrovi (1920–1972). Stejně jako Tribhuvanovo muzeum obsahuje jeho osobní věci, jako jsou vyznamenání, známky, mince a osobní poznámky a rukopisy, ale také stavební rekonstrukce jeho kabinetního pokoje a kancelářské komnaty. Palác Hanumandhoka, honosný středověký palácový komplex v Durbaru, obsahuje tři samostatná muzea historického významu. Mezi tato muzea patří Birendrovo muzeum, které obsahuje předměty související s předposledním panovníkem, králem Biréndrou.
Uzavřený areál palácového muzea Narajanhiti se nachází v severní centrální části Káthmándú. „Narayanhiti“ (nepálsky: नारायणहिटी) pochází ze slov Narayana (nepálsky: नारायण), což je podoba hinduistického boha Višnu, a Hiti (nepálsky: (हिटी), což znamená „vodotrysk“ (chrám pána Višnua se nachází naproti paláci a vodotrysk je východně od hlavního vchodu do okrsku). Současná budova paláce byla postavena v roce 1970 před starým palácem, postaveným v roce 1915, v podobě současné pagody. Byla postavena u příležitosti sňatku tehdejšího korunního prince a následníka trůnu Biréndry. Jižní brána paláce se nachází na křižovatce silnic Prithvipath a Durbar Marg. Rozloha paláce je 30 hektarů a je plně zabezpečen branami ze všech stran. Tento palác byl v roce 2001 dějištěm nepálského královského masakru. Po pádu monarchie byl přeměněn na muzeum.
Muzeum Taragaon představuje moderní dějiny údolí Káthmándú. Snaží se zdokumentovat 50 let výzkumu a ochrany kulturního dědictví údolí Káthmándú a dokumentuje, čím přispěli umělci, fotografové, architekti a antropologové ze zahraničí v druhé polovině 20. století. Vlastní struktura muzea představuje restaurátorské a rehabilitační úsilí o zachování stavebního dědictví Káthmándú. Navrhl ji Carl Pruscha (hlavní plánovač Káthmándského údolí) v roce 1970 a postavena byla v roce 1971. V roce 2010 byly zahájeny restaurátorské práce na rehabilitaci ubytovny Taragaon na muzeum Taragaon. V návrhu byly použity místní cihly spolu s moderními prvky architektonického designu, stejně jako použití kruhu, trojúhelníků a čtverců. Muzeum se nachází kousek od stúpy Boudhanáth, která je sama vidět z muzejní věže.

#### Umělecké galerie

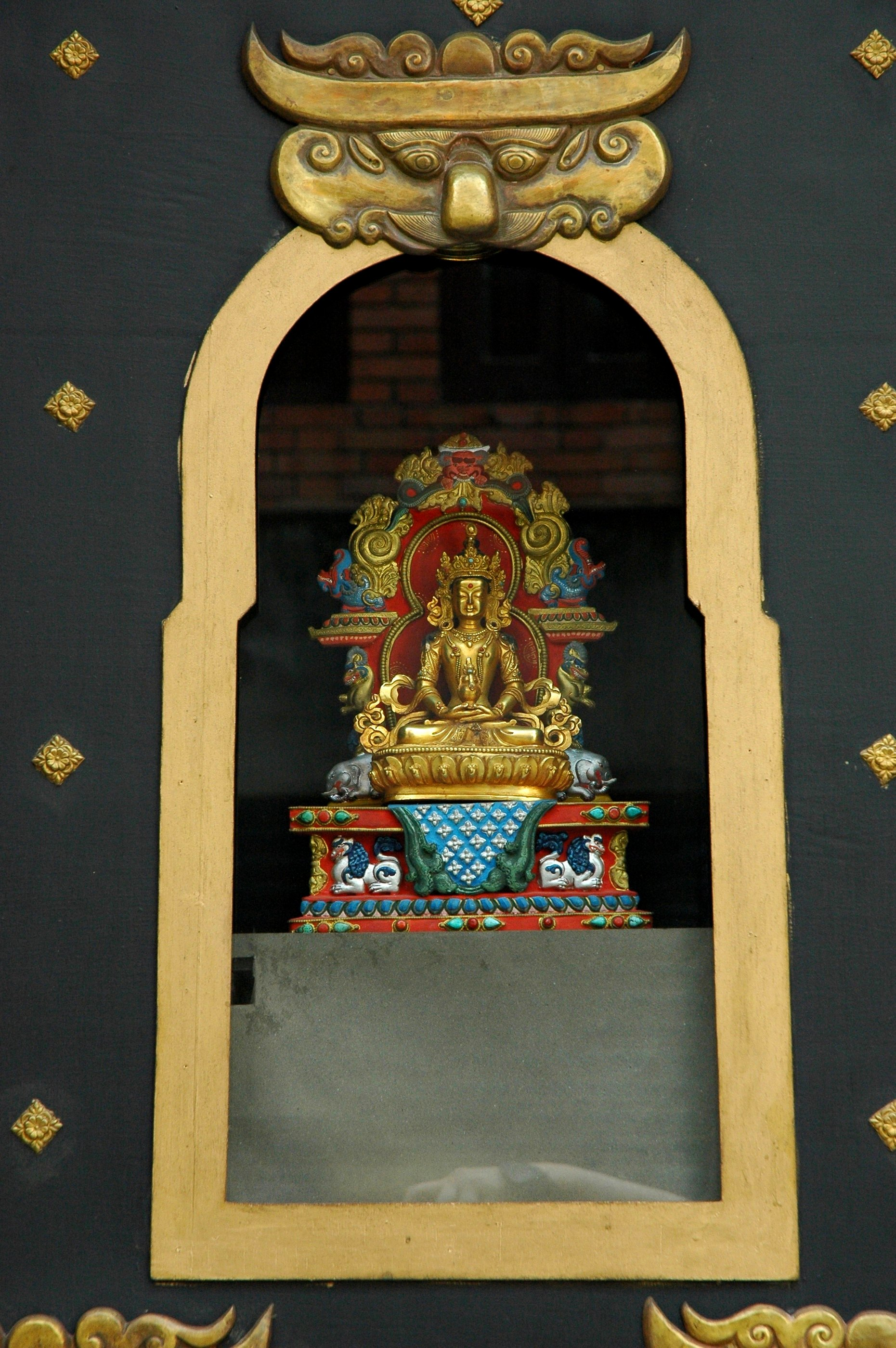
Výstava buddhistických soch v Káthmándú

Káthmándú je centrem umění v Nepálu, kde jsou vystavena díla současných umělců v zemi a také sbírky historických umělců. Zejména Pátan je starobylé město proslulé svým výtvarným uměním a řemesly. Umění v Káthmándú je živé a vykazuje spojení tradicionalismu a moderního umění, které vychází z velkého množství národních, asijských a světových vlivů. Nepálské umění se běžně dělí na dvě oblasti: idealistické tradiční malířství známé v Nepálu jako paubhas a v Tibetu možná známější jako thangky, úzce spjaté s náboženskou historií země, a na druhé straně moderní malířství západního stylu, včetně kompozic založených na přírodě nebo abstraktních uměleckých děl vycházejících z tantrických prvků a sociálních témat, jimiž jsou malíři v Nepálu proslulí. Na mezinárodní úrovni se podporou umění v Káthmándú zabývá charitativní organizace Kathmandu Contemporary Art Centre se sídlem v Británii.
V Káthmándú se nachází mnoho významných uměleckých galerií. Galerie NAFA, provozovaná oddělením umění a řemesel Nepálské akademie, sídlí v neoklasicistním paláci Sita Bhavan, který byl postaven ve stylu starých Ránů.
Galerie současného umění Srijana, která se nachází uvnitř výstaviště Bhrikutimandap, hostí díla současných malířů a sochařů a pravidelně pořádá výstavy. Probíhají zde také dopolední a večerní kurzy uměleckých škol. Za zmínku stojí také galerie Moti Azima v třípatrové budově v Bhimsenthanu, která obsahuje působivou sbírku tradičního nádobí a ručně vyráběných panenek a předmětů typických pro středověký nepálský dům a poskytuje důležitý vhled do nepálské historie. V galerii J Art Gallery poblíž bývalého královského paláce v Durbarmargu jsou vystavena umělecká díla významných, uznávaných nepálských malířů. Galerie Nepálské umělecké rady v Babar Mahalu na cestě k mezinárodnímu letišti Tribhuvan obsahuje umělecká díla domácích i zahraničních umělců a rozsáhlé sály pravidelně využívané pro umělecké výstavy.

#### Literatura

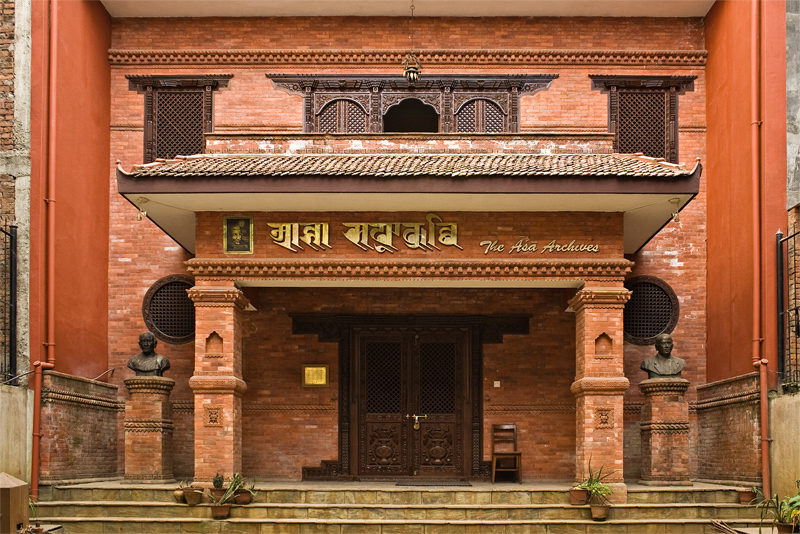
Archivy Asa

#### Kino a divadlo
Káthmándú je domovem nepálských kin a divadel. Ve městě se nachází několik divadel, včetně Národního tanečního divadla v Kanti Path, divadla Ganga, Himálajského divadla a divadelní skupiny Aarohan založené v roce 1982. Ve městě sídlí také M. Art Theater. Divadelní škola Gurukul pořádá Mezinárodní divadelní festival v Káthmándú, na který se sjíždějí umělci z celého světa. Na náměstí Hanumandhoka Durbar bylo otevřeno minidivadlo, které zřídil Výbor pro zachování a propagaci Durbaru.
V Káthmándú je řada kin (stará jednosálová zařízení a některé nové multiplexy), která promítají nepálské, bollywoodské a hollywoodské filmy. Mezi stará zařízení patří kinosál Višvadžjóti, sál Džaj Nepál, kinosál Kumárí, kinosál Gópí Krišna a kinosál Guna. V Káthmándú se nachází také několik kin a multiplexů mezinárodního standardu, například QFX Cinemas, Cine De Chef, Fcube Cinemas, Q's Cinemas, Big Movies, BSR Movies a mnoho dalších.

#### Hudba

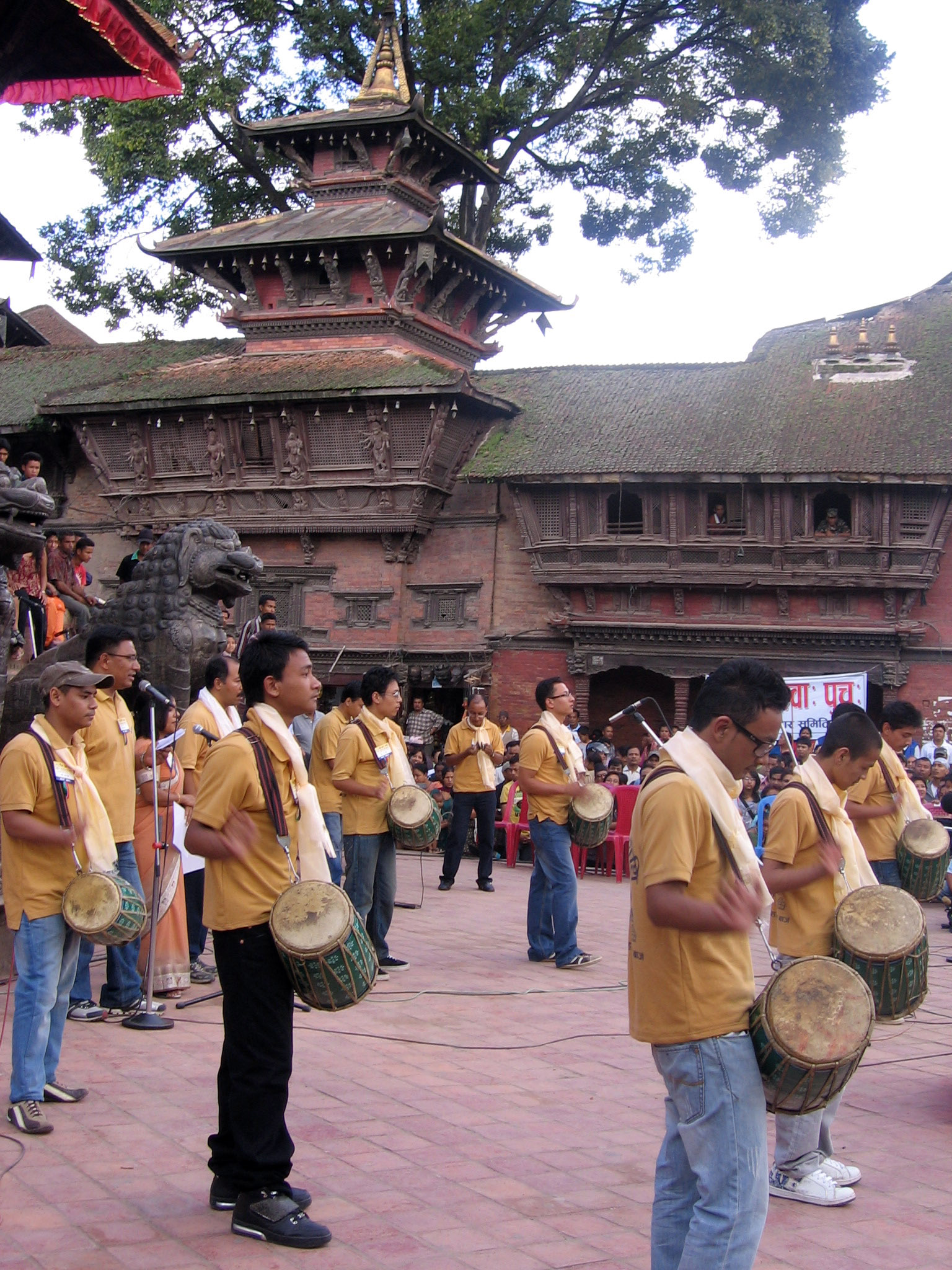
Tradiční buddhistické hudební vystoupení během Gunla

Káthmándú je centrem hudby a tance v Nepálu a tyto formy umění jsou nedílnou součástí poznávání města. Hudební vystoupení se pořádají v kulturních zařízeních. Hudba je součástí tradičního aspektu Káthmándú. Gunla je tradiční hudební festival podle nepálského sambatu. Newarská hudba pochází z Káthmándú. Kromě toho lze v Káthmándú nalézt hudbu z celého Nepálu.
V 70. letech 20. století zavítala do Káthmándú řada hippies, kteří do města přivezli rokenrol, rock a jazz. Káthmándú je mezinárodně známé svým jazzovým festivalem, lidově nazývaným Jazzmandu. Je to jediný jazzový festival v himálajské oblasti a byl založen v březnu 2002. Festival přitahuje hudebníky ze zemí celého světa, například z Austrálie, Dánska, Spojených států, Beninu a Indie.
Město je zmíněno v mnoha písních, včetně skladeb Cata Stevense („Katmandu“, Mona Bone Jakon (1970), Boba Segera („Katmandu“, Beautiful Loser (1975)), Rush („A Passage to Bangkok“, Pulling into Kathmandu; 2112, 1976), Johna Lennona („Nobody Told Me“ (1984, posmrtně)), skupiny Krematorij („Kathmandu“, Three Springs (2000)), Fito Páeze (Tráfico por Katmandú – „Doprava přes Kathmandu“) a Cavalcade („Kathmandu Kid“) 2019.

### Kuchyně

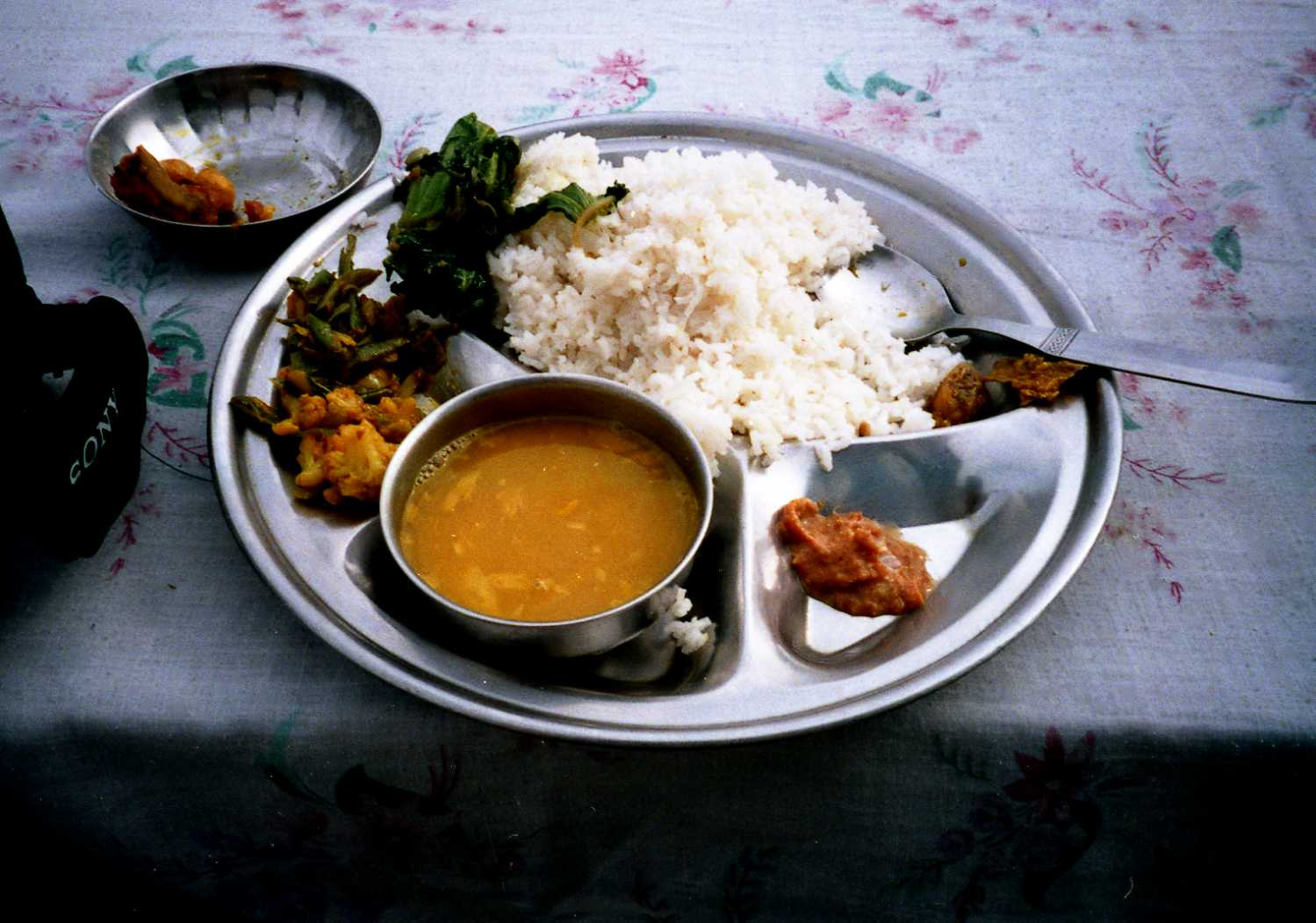
Dal bhat, jedno z typických nepálských jídel v Káthmándú

Základním jídlem většiny obyvatel Káthmándú je dál bhat. Skládá se z rýže a čočkové omáčkou, obvykle se podává se zeleninovým kari, acharem a někdy s čatní. Momo, druh nepálské verze tibetských knedlíků, se v Nepálu stal významným a prodává ho mnoho pouličních prodejců a restaurací. Je to jedno z nejoblíbenějších rychlých jídel v Káthmándú. V Káthmándú jsou známé různé nepálské varianty momo včetně knedlíků buff (tj. buvolích), kuřecího momo a vegetariánského momo.
Většina kuchyní, které se v Káthmándú vyskytují, jsou nevegetariánské. Vegetariánství však není nic neobvyklého a vegetariánské restaurace lze najít po celém městě. Konzumace hovězího masa je velmi neobvyklá a na mnoha místech je považována za tabu. Velmi rozšířené je buvolí (maso vodních buvolů). V Káthmándú je silná tradice konzumace buvolího masa, zejména mezi Nevárci, což se v jiných částech Nepálu nevyskytuje. Konzumace vepřového masa byla ještě před několika desetiletími považována za tabu. Díky promísení s kuchyní Kiratů z východního Nepálu si vepřové maso našlo místo v káthmándských pokrmech. Okrajová část obyvatelstva tvořená zbožnými hinduisty a muslimy ho považuje za tabu. Muslimové zakazují jíst buvolí maso podle Koránu, zatímco hinduisté jedí všechny druhy kromě hovězího, protože krávu považují za bohyni a symbol čistoty. Hlavním obědem/svačinou pro místní obyvatele i návštěvníky je většinou momo nebo chowmein.
V roce 1955 byla v Káthmándú pouze jedna restaurace západního typu. Od té doby se v Káthmándú otevřelo velké množství restaurací, které nabízejí zejména nepálskou, tibetskou, čínskou a indickou kuchyni. Mnoho dalších restaurací bylo otevřeno pro místní obyvatele, cizince a turisty. Růst turistického ruchu v Káthmándú vedl ke kulinářské kreativitě a rozvoji hybridních jídel pro turisty, jako je například americký chop suey, což je sladkokyselá omáčka s křupavými nudlemi, na které se běžně přidává smažené vejce, a další západní úpravy tradiční kuchyně. Na vybraných místech lze najít i kontinentální kuchyni. Restaurace mezinárodních řetězců jsou vzácné, ale nedávno zde byly otevřeny některé pobočky Pizza Hut a KFC.
V Káthmándú je větší podíl konzumentů čaje než kávy. Čaj, místně známý jako čija, je hojně podáván, ale na západní poměry je velmi slabý. Je sytější a obsahuje čajové lístky vařené s mlékem, cukrem a kořením. Široce dostupné jsou čajovny, které speciálně servírují čaj s dalším občerstvením. Hojně se pije alkohol a existuje řada místních variant alkoholických nápojů. Řízení pod vlivem alkoholu je nezákonné a úřady uplatňují politiku nulové tolerance. Ailaa a thwon (alkohol vyrobený z rýže) jsou alkoholické nápoje Káthmándú, které najdete ve všech místních bhattích (jídelnách podávajících alkohol). Čang, tongba (fermentované proso nebo ječmen) a raksi jsou alkoholické nápoje z jiných částí Nepálu, které se prodávají v Káthmándú. V obchodech a barech v Káthmándú se však hojně prodávají západní a nepálská piva.

### Festivaly

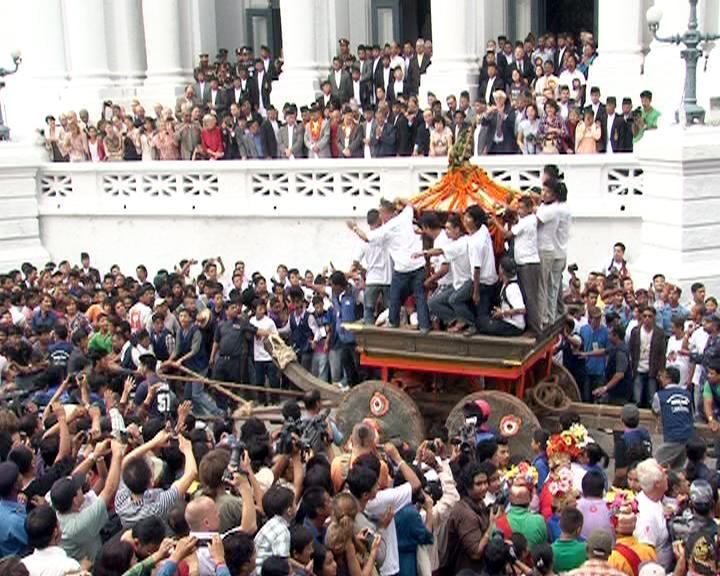
Nepálský prezident Rám Baran Jádav sleduje pouliční festival Yenya, což doslova znamená „festival Káthmándú“.

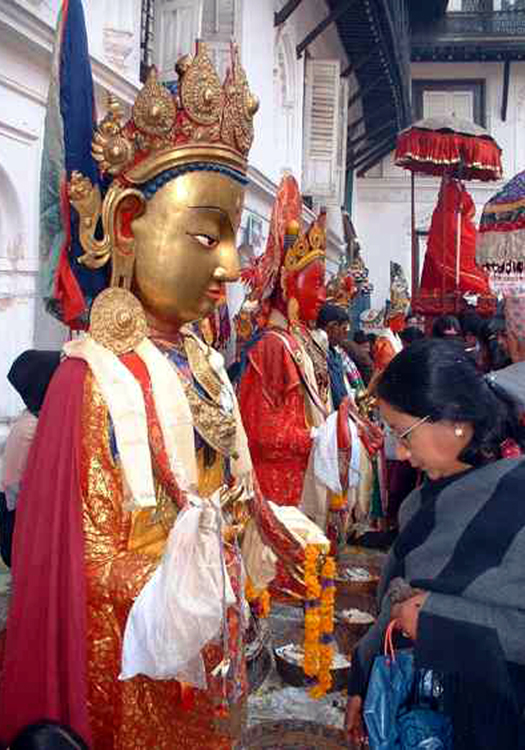
Samyak, buddhistický festival, během kterého jsou společně vystaveny sochy Buddhů ze starých klášterů. Na obrázku si všimněte sochy Hanumana vedle Buddhů, která je běžným příkladem náboženské harmonie v Káthmándú.

Většina trhů a festivalů v Káthmándú vznikla v období Malla nebo dříve. Tradičně tyto slavnosti slavili Névarové. V posledních letech si tyto slavnosti našly širší účast i u ostatních obyvatel Káthmándú. Jako v hlavním městě Nepálu se v Káthmándú slaví různé národní slavnosti. Díky masové migraci do města se v hlavním městě setkávají a harmonicky prolínají kultury Khasů ze západu, Kirátů z východu, Bonů/Tibeťanů ze severu a Mithilů z jihu. Slavnosti, jako je Ghode (koňská) džátra, Indra džátra, svátky Dašain Durga púdža, Šivratrí a mnoho dalších, jsou všemi hinduistickými a buddhistickými komunitami v Káthmándú dodržovány s oddaným zápalem a nadšením. Sociální regulace v přijatých zákonících zahrnuje hinduistické tradice a etiku. Těmi se řídili šáhští králové i králové předchozí, jakožto oddaní hinduisté a ochránci buddhistického náboženství. 
V Káthmándú i ve zbytku země se po staletí udržuje kulturní nepřetržitost ve výlučném uctívání bohyň a božstev. Mezi tato božstva patří Adžima, Táléju (nebo Tulja Bhavani či Táléju Bhawani) a její další podoba: Digu Taleju (nebo Degu Taleju) a Kumárí (živá bohyně). Umělecké stavby se nyní staly místy uctívání v každodenním životě lidí, proto se udržuje seznam pro dodržování každoročních svátků. Během roku se koná 133 svátků.
Mezi tradiční svátky, které se v Káthmándú dodržují, patří kromě již zmíněných také Bada Dašain, Tihár, Čhát, Maghe Sankranti, Nag Pančami, Džanaj Purnima, Panča Dan, Teej/Riši Pančami, Pahan Čárhe, Džana Baha Djah Džátra (Bílá Machčhendranath Džátra) a Matatirtha Aunsi.

## Náboženství

### Hinduismus

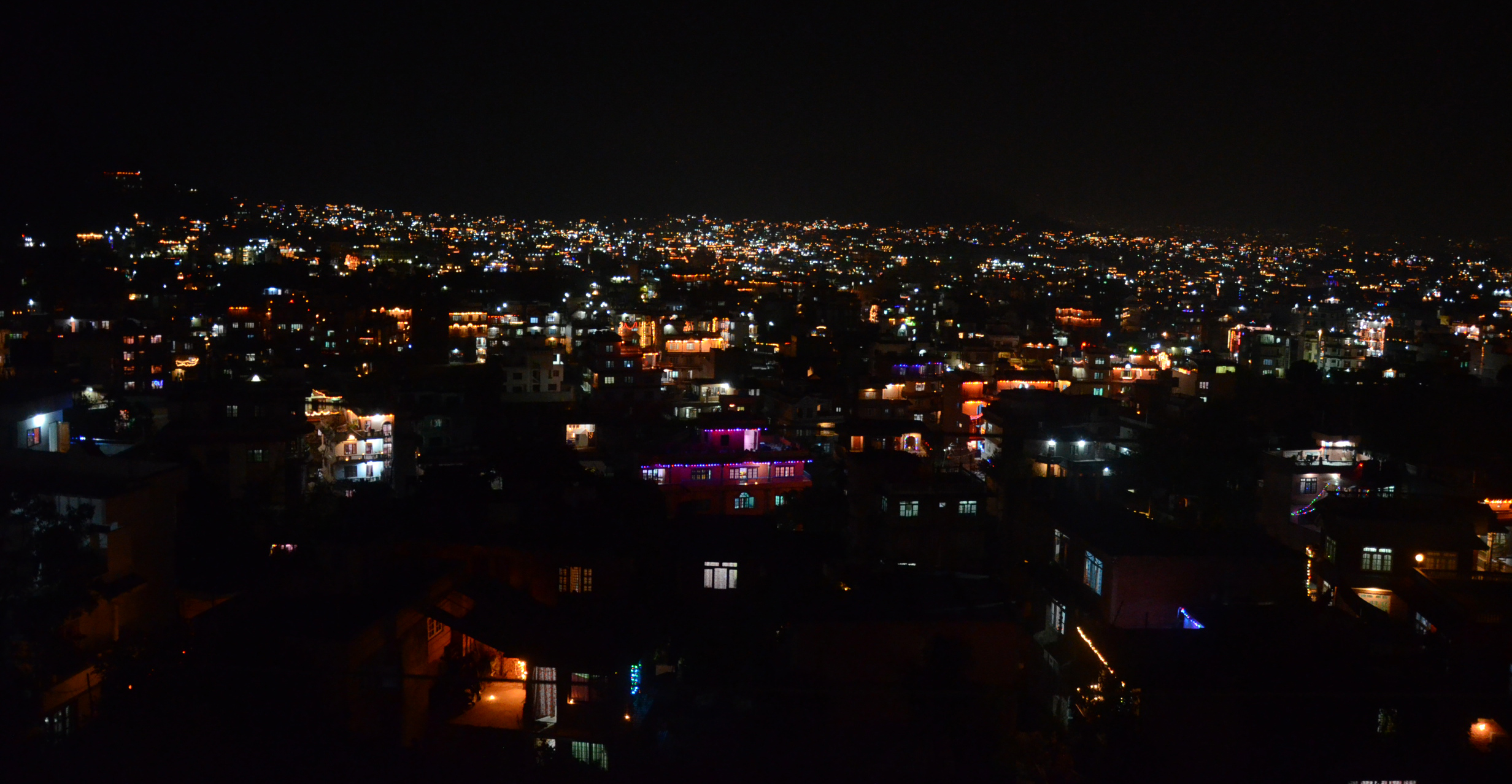
Káthmándské údolí při pohledu z Halchowku během festivalu Deepawali, 2013

Hinduismus je jedním z původních náboženství města. Předpokládá se, že spolu s královstvím Liččhaviů (asi 400 až 750) se v údolí Káthmándú prosadil hinduismus a endogamní společenské rozvrstvení kast. Pro hinduisty mají zvláštní význam chrám Pašupatináth, chrám Čangu Nářjana a Kasthamandap. K dalším významným hinduistickým chrámům v Káthmándú a okolním údolí patří chrám Bajrajogini, chrám Dakšinkali, chrám Guhješvárí a svatyně Šobha Bhágavatí.
Řeka Bágmatí, která protéká Káthmándú, je hinduisty i buddhisty považována za svatou řeku a na březích této řeky se nachází mnoho hinduistických chrámů. Význam Bágmatí spočívá také v tom, že na jejích březích se konají kremace hinduistů a v kopcích u ní se pohřbívají kyranti. Podle nepálské hinduistické tradice musí být mrtvé tělo před kremací třikrát ponořeno do Bágmatí. Hlavní truchlící (obvykle první syn), který zapaluje pohřební hranici, se musí bezprostředně po kremaci vykoupat v posvátné říční vodě. Mnoho příbuzných, kteří se připojí k pohřebnímu průvodu, se také vykoupe v Bágmatí nebo si na konci kremace pokropí tělo svěcenou vodou, protože se věří, že Bágmatí lidi duchovně očišťuje.

### Buddhismus
Buddhismus byl do Káthmándú přinesen s příchodem buddhistických mnichů v době Buddhově (cca 563–483 př. n. l.). Ti založili lesní klášter v Sankhu. Tento klášter obnovili Šákjové poté, co uprchli před genocidou ze strany Virudhaky (v letech 491–461 př. n. l.).
Během hinduistické éry Lichčavi (cca 400–750) vznikaly různé kláštery a řády, které postupně vedly ke vzniku nevárského buddhismu, který se dodnes praktikuje v základním liturgickém jazyce hinduismu, sanskrtu.
Legendární princezna Bhrkuti (7. století) a umělec Aniko (1245–1306 n. l.) z této tradice údolí Káthmándú sehráli významnou roli při šíření buddhismu v Tibetu a Číně. V Káthmándú se nachází více než 108 tradičních klášterů (bahalů a baháʼí) vycházejících z nevárského buddhismu. Od šedesátých let 20. století se počet stálých tibetských buddhistů v Káthmándú výrazně zvýšil, takže v současnosti se v oblasti nachází více než padesát tibetských buddhistických klášterů. S modernizací nevárského buddhismu vznikly také různé théravádové biháry.

### Kirat Mundhum
Kirant Mundhum je jednou z původních animistických praktik v Nepálu. Praktikují ji Kiratové. Některé animistické aspekty kirantské víry, jako je uctívání předků (uctívání Adžimy), se vyskytují také u Nevárců kirantského původu. Starobylá náboženská místa, o nichž se věřilo, že je uctívali staří Kirátové, jako je Pašupatináth, Wanga Akaš Bhairabh (Jalambar) a Adžima, dnes v Káthmándú uctívají lidé všech dharmických náboženství. Kirati, kteří se do Káthmándú přistěhovali z jiných částí Nepálu, ve městě praktikují Mundhum.

### Ostatní náboženství
Sikhismus se vyznává především v Gurudváře v Kupundole. Dřívější sikhistický chrám se nachází také v Káthmándú, který je dnes již nefunkční.
Džinismus praktikuje malá komunita. V Gjanéšvaru se nachází džinistický chrám, kde džinisté praktikují svou víru.
Podle záznamů Duchovního shromáždění Baháʼí Nepálu je v údolí Káthmándú přibližně 300 stoupenců Baháʼí víry. Jejich národní zastoupení se nachází ve městě Šantinagar v Banéšwóru. Baháʼí také pořádají kurzy pro děti v Národním centru a dalších lokalitách v Káthmándú.
Uvádí se, že jen v samotném Káthmándú je 170 křesťanských kostelů. Působí zde také křesťanské misijní nemocnice, sociální organizace a školy. Nepálští občané, kteří sloužili jako vojáci v indické a britské armádě a kteří během služby konvertovali ke křesťanství, po návratu do Nepálu nadále praktikují své náboženství. Přispěli k šíření křesťanství a stavbě kostelů v Nepálu a zejména v Káthmándú.

## Vzdělávání
V Káthmándú se nachází nejstarší moderní škola v Nepálu, Durbar High School, a nejstarší vysoká škola, Tri-Chandra College. Největší (podle počtu studentů a vysokých škol), nejstarší a nejvýznamnější univerzita v Nepálu Tribhuvan University se nachází v Kirtipuru. Druhá největší univerzita, Káthmándská univerzita (KU), se nachází v Dhulikhelu v Kavre na okraji Káthmándú. Je druhou nejstarší univerzitou v Nepálu, byla založena v listopadu 1991. Není proto překvapením, že nejlepší školy a vysoké školy v Nepálu se nacházejí v Káthmándú a přilehlých městech. Každý rok přijíždějí do Káthmándú tisíce studentů z celého Nepálu, aby se dostali na různé školy a vysoké školy. Jednou z hlavních obav odborníků na vzdělávání a znepokojených občanů je masivní odliv studentů z Nepálu za studiem mimo Nepál. Tisíce studentů každoročně žádají o vydání osvědčení o nevydání námitek ke studiu v zahraničí. Poradenské firmy specializující se na přípravu studentů k odjezdu do zahraničí lze najít na všech významných místech. Důvody takového odlivu jsou různé, od vnímané nízké kvality vzdělání, politické nestability, menšího počtu příležitostí na trhu práce, možnosti výdělku při studiu v zahraničí a lepších pracovních vyhlídek s mezinárodním diplomem.

## Zdravotní péče
Zdravotnictví v Káthmándú je nejrozvinutějším v Nepálu a ve městě a okolním údolí se nacházejí jedny z nejlepších nemocnic a klinik v zemi. Nejstarší je nemocnice Bir, kterou v červenci 1889 založil Bir Šamšer Jang Bahadur Rana. Mezi významné nemocnice patří Bir Hospital, Nepálská lékařská vysoká škola (Jorpati) a fakultní nemocnice, Lékařský institut Tribhuvanské univerzity (fakultní nemocnice), Patan Hospital, Kathmandu Model Hospital, Scheer Memorial Hospital, Om Hospital, Norvic Hospital, Grande International Hospital, Nobel Hospital a mnoho dalších.
Ve městě působí specializované nemocnice/kliniky, jako je například Tropická nemocnice Šahída Šukraraje, Nadace Šahída Gangalala, Káthmándská veterinární nemocnice, Nepálská oční nemocnice, Dětská nemocnice Kanti, Nepálská mezinárodní klinika (Centrum cestovní a horské medicíny), Neurocentrum, Centrum rehabilitace páteře a Bhaktapurská onkologická nemocnice. Většina všeobecných nemocnic se nachází v centru města, i když několik klinik je i jinde v okrese Káthmándú.
Tilganga Institute of Ophthalmology je oftalmologická nemocnice v Káthmándú. Je průkopníkem ve výrobě levných nitroočních čoček (IOL), které se používají při operacích šedého zákalu. Tým Dr. Sanduka Ruita v Tilganze se stal průkopníkem bezstehové operace šedého zákalu malým řezem, což je technika, která byla použita k léčbě 4 milionů z 20 milionů lidí se šedým zákalem na světě.

### Lékařské vysoké školy
Institute of Medicine, ústřední vysoká škola Tribhuvan University, je první lékařskou vysokou školou v Nepálu a nachází se v Maharajgunj v Káthmándú. Byla založena v roce 1972 a lékařské vzdělání začala poskytovat od roku 1978. V Káthmándú nebo jeho okolí se nacházejí i další významné instituce: Patan Academy of Health Sciences, Kathmandu Medical College, Nepal Medical College, KIST Medical College, Nepal Army Institute of Health Sciences, National Academy of Medical Sciences (NAMS) a Kathmandu University School of Medical Sciences (KUSMS).

## Ekonomika

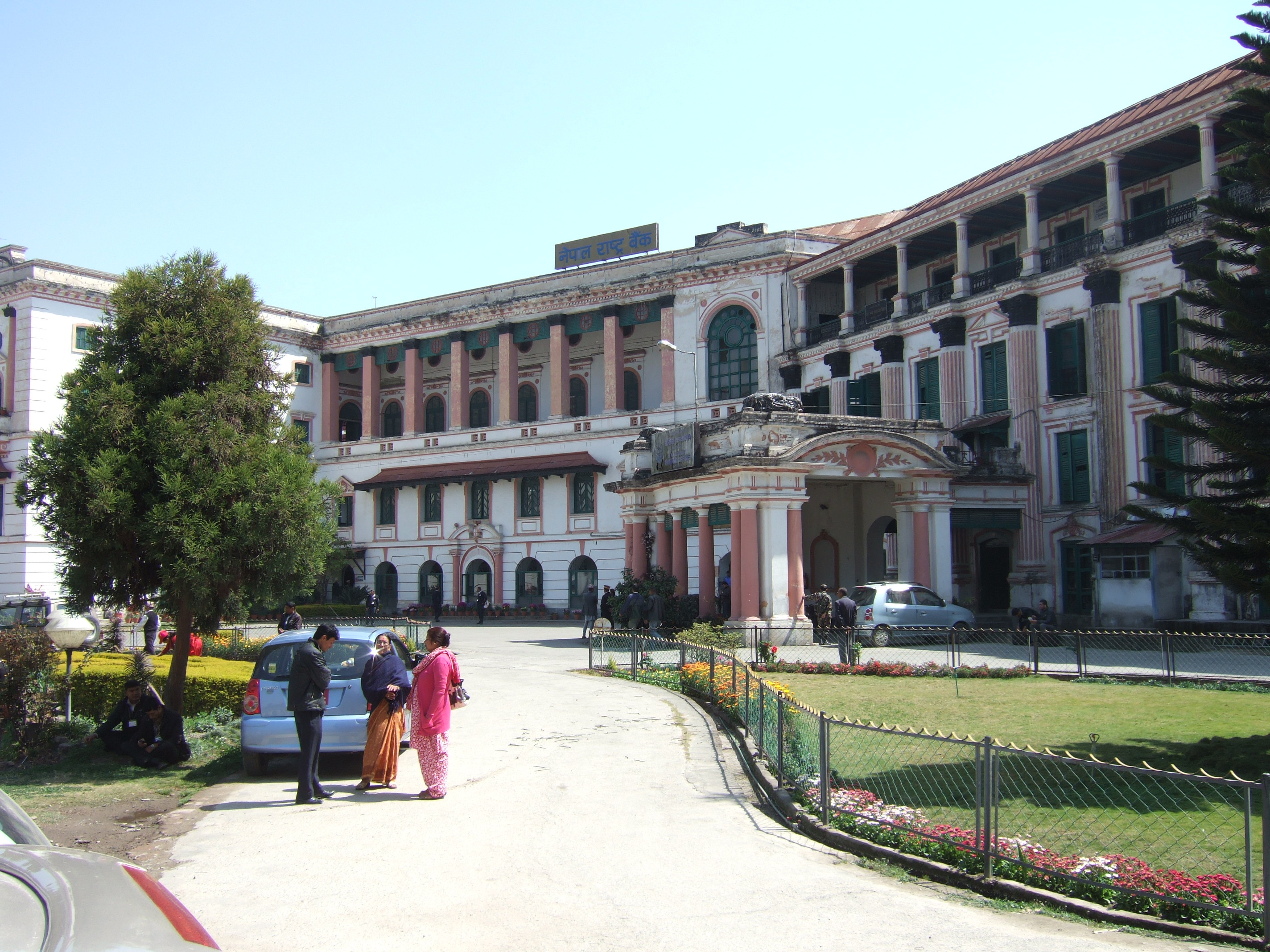
Nepálská centrální banka

Poloha a členitost terénu Káthmándú sehrály významnou roli při rozvoji stabilní ekonomiky, která trvá již po tisíciletí. Město se nachází na území starodávné jezerní pánve s úrodnou půdou a rovinatým terénem. Tato geografická poloha pomohla zformovat společnost založenou na zemědělství. To spolu s polohou mezi Indií a Čínou pomohlo Káthmándú v průběhu staletí vybudovat významné obchodní centrum. Obchod v Káthmándú je starobylou profesí, která vzkvétala podél odnože Hedvábné stezky, jež spojovala Indii a Tibet. Lhasko-nevárští obchodníci z Káthmándú již po staletí provozovali obchod napříč Himálajem a přispívali k šíření uměleckých stylů a buddhismu ve střední Asii. Mezi další tradiční profese patří zemědělství, slévárenství, řezbářství, malířství, tkalcovství a hrnčířství.
Káthmándú je nejdůležitějším průmyslovým a obchodním centrem Nepálu. V Káthmándú sídlí nepálská burza cenných papírů, ústředí národní banky, obchodní komora a také ředitelství národních a mezinárodních bank, telekomunikačních společností, úřad pro elektřinu a různé další národní i mezinárodní organizace. Hlavními ekonomickými centry jsou New Road, Durbar Marg, Ason a Putalisadak.
Ekonomický výkon samotné metropolitní oblasti ve výši přibližně 550 miliard rupií ročně představuje více než třetinu národního hrubého domácího produktu (nominálně), zatímco příjem na obyvatele ve výši 2200 dolarů je přibližně trojnásobkem národního průměru. Káthmándú vyváží řemeslné výrobky, umělecká díla, oděvy, koberce, pašmínu, papír; obchod tvoří 21 % jeho příjmů. Důležitá je také průmyslová výroba, která tvoří 19 % příjmů, jež Káthmándú vytváří. Nejvýznamnějšími vyráběnými produkty jsou oděvy a vlněné koberce. Mezi další hospodářská odvětví v Káthmándú patří zemědělství (9 %), školství (6 %), doprava (6 %) a hotely a restaurace (5 %). Káthmándú je proslulé papírem lokta a šálami pašmína.

### Cestovní ruch

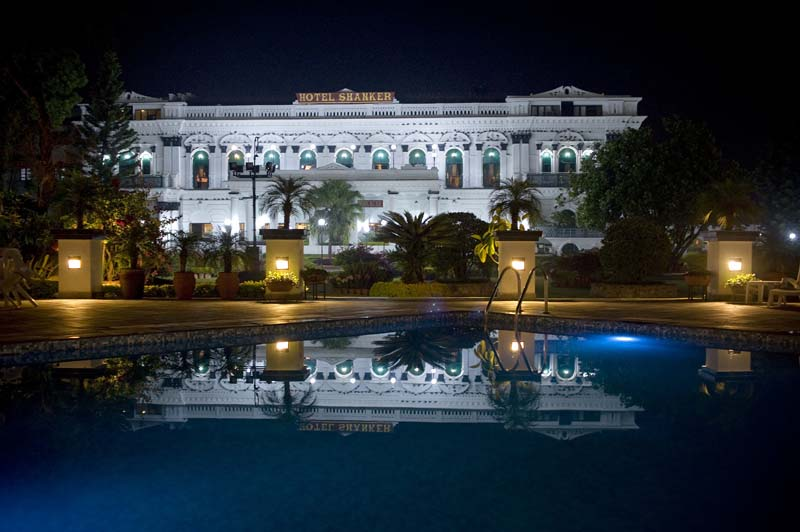
Hotel Shanker je jedním z oblíbených historických hotelů ve městě

Cestovní ruch je v Nepálu považován za další důležité odvětví. Toto odvětví začalo vznikat kolem roku 1950, kdy se změnilo politické uspořádání země a skončila její izolace od zbytku světa. V roce 1956 byla zavedena letecká doprava a zahájen provoz na Tribhúvanské magistrále mezi Káthmándú a Ráxaulem (na hranicích s Indií). Na podporu této činnosti byly v Káthmándú vytvořeny samostatné organizace; mezi ně patří například Rada pro rozvoj cestovního ruchu, Ministerstvo cestovního ruchu a Ministerstvo civilního letectví. Nepál se dále stal členem několika mezinárodních turistických sdružení. Navázání diplomatických vztahů s dalšími státy tuto činnost dále zvýraznilo. Hotelnictví, cestovní kanceláře, školení turistických průvodců a cílené reklamní kampaně jsou hlavními důvody pozoruhodného růstu tohoto odvětví v Nepálu, a zejména v Káthmándú. Od té doby se cestovnímu ruchu v Nepálu daří. Je nejdůležitějším průmyslovým odvětvím v zemi, cestovní ruch je hlavním zdrojem příjmů pro většinu obyvatel města, které ročně navštíví několik set tisíc lidí. Hinduističtí a buddhističtí poutníci z celého světa navštěvují v Káthmándú náboženská místa, jako jsou Pašupatináth, Svájambhunáth, Boudhanáth, Čangunaraján a Budhanilkantha. Z pouhých 6 179 turistů v roce 1961/62 se jejich počet zvýšil na 491 504 v roce 1999/2000. Z ekonomického hlediska zaznamenaly devizové příjmy v letech 1995/96 3,8 % HDP, poté však začaly klesat. Po skončení maoistického povstání (2006) došlo k výraznému nárůstu počtu příjezdů turistů, v roce 2009 bylo zaznamenáno 509 956 turistů. Od té doby se s přechodem země na republiku cestovní ruch zlepšil. Vysoká úroveň cestovního ruchu je připisována přírodní velkoleposti Himálaje a bohatému kulturnímu dědictví země.

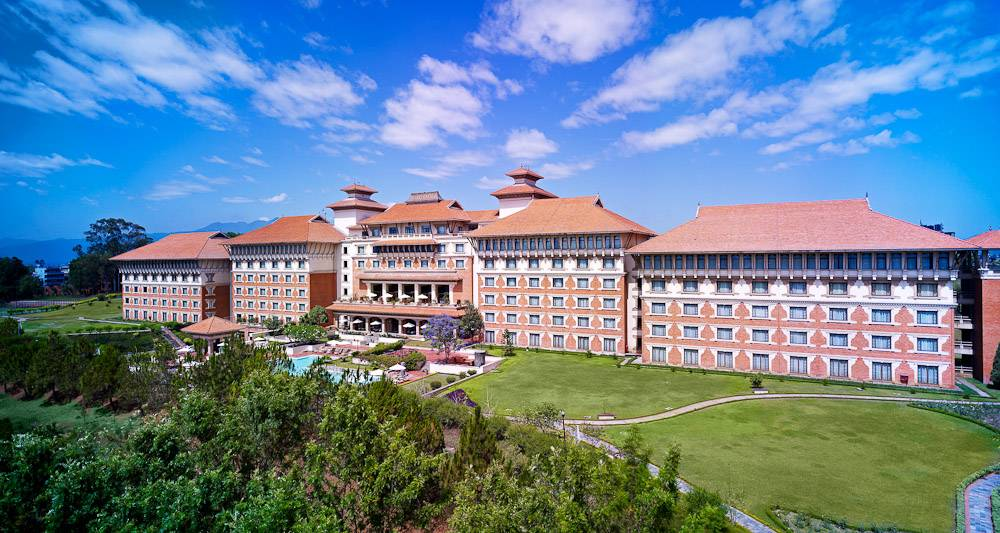
Hyatt Regency, Káthmándú

Čtvrť Thamel je hlavním „cestovatelským ghettem“ Káthmándú, plná penzionů, restaurací, obchodů a knihkupectví, které slouží turistům. Další čtvrť s rostoucí popularitou je Jhamel, což je název pro Jhamsikhel, který vznikl jako rým na Thamel. Jhochhen Tol, známý také jako Freak Street, je původní káthmándské cestovatelské místo, které zpopularizovali hippies v 60. a 70. letech 20. století; zůstává oblíbenou alternativou Thamelu. Ason je bazar a obřadní náměstí na staré obchodní cestě do Tibetu a představuje pěkný příklad tradiční čtvrti.
S otevřením turistického průmyslu po změně politického scénáře v Nepálu v roce 1950 se hotelnictví výrazně zlepšilo. Nyní se Káthmándú může pochlubit několika luxusními hotely, jako jsou Hyatt Regency, Dwarika's, Hotel Yak & Yeti, The Everest Hotel, Hotel Radisson, Hotel De L'Annapurna, The Malla Hotel, Shangri-La Hotel (není provozován Shangri-La Hotel Group) a Hotel Shanker. Je zde několik čtyřhvězdičkových hotelů, například Akama Hotel, Hotel Vaishali, Hotel Narayani, The Blue Star a Grand Hotel. Mezi tříhvězdičkové hotely v Káthmándú patří Garden Hotel, Hotel Ambassador a Aloha Inn. Hotely jako Hyatt Regency, De L'Annapurna a Yak & Yeti patří mezi pětihvězdičkové hotely s kasiny.

## Doprava

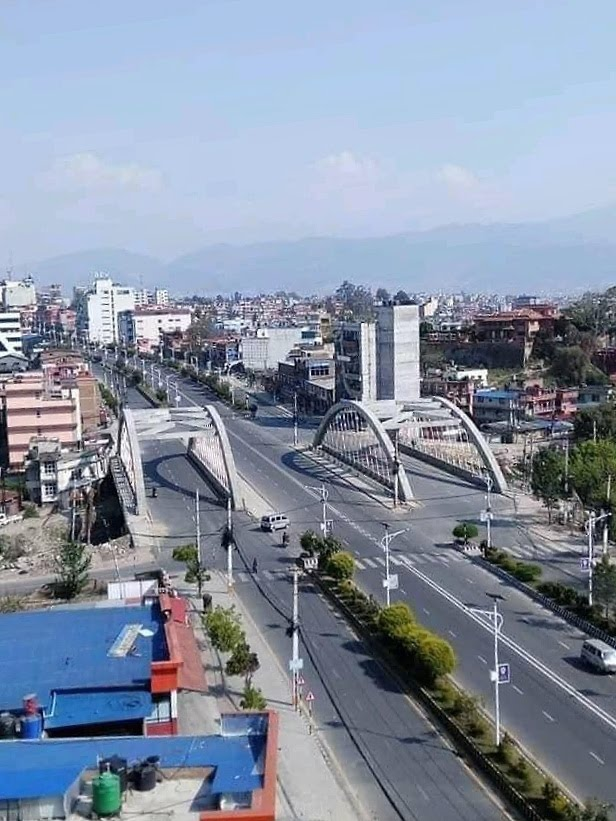
Obloukové mosty přes řeku Dhobi Khola v Baneshworu, Káthmándú

### Silnice
Celková délka silnic v Nepálu je asi 80 tisíc kilometrů, asfaltovaných je asi 11 tisíc km. Tato poměrně rozsáhlá síť napomohla hospodářskému rozvoji země, zejména v oblasti zemědělství, zahradnictví, zelinářství, průmyslu a také cestovního ruchu. Vzhledem ke kopcovitému terénu se doprava v Káthmándú uskutečňuje především po silnici a letecky. Káthmándú je spojeno Tribhúvanskou magistrálou na jihu, která spojuje Indii, Prithvi Highway na západě a Aranickou magistrálou na severu, která spojuje Čínu. BP silnice spojuje Káthmándú s východní částí Nepálu přes Sindhuli. Ve výstavbě je rychlostní silnice, která bude nejkratší cestou spojovat Teraje s údolím.
Sajha Yatayat zajišťuje pravidelnou autobusovou dopravu po celém Káthmándú a okolním údolí. Další autobusové společnosti včetně mikrobusových společností provozují několik nepravidelných linek. Trolejbusy jezdily na trase mezi Tripureshworem a Suryabinayakem na 13kilometrové trase.

### Letecká doprava
Hlavním mezinárodním letištěm obsluhujícím údolí Káthmándú je mezinárodní letiště Tribhuvan, vzdálené asi 6 km od centra města, které provozuje nepálský Úřad pro civilní letectví. Má dva terminály, jeden vnitrostátní a jeden mezinárodní. V současnosti spojuje 30 měst po celém světě v Evropě, Asii a na Blízkém východě, například Istanbul, Dillí, Bombaj, Bengalúr, Kalkatu, Singapur, Bangkok, Kuala Lumpur, Dháku, Paro, Lhasu, Čcheng-tu, Kanton a Hongkong. Od roku 2013 létá z Istanbulu do Káthmándú společnost Turkish Airlines. Od roku 2010 létá z Maskatu do Káthmándú také společnost Oman Air. Od března 2020 začala létat do Tokia-Narity společnost Nepal Airlines. Z regionálního hlediska létá z města do dalších míst v Nepálu několik nepálských leteckých společností, jako je Buddha Air, Nepal Airlines, Shree Airlines a Yeti Airlines. 

### Lanové dráhy
Lanové dráhy jsou dalším důležitým dopravním prostředkem v kopcovitém terénu. Mezi Káthmándú a Hetaudou byla v provozu lanovka o délce 43 km, která přepravila 25 tun zboží za hodinu. Její provoz byl od té doby ukončen kvůli nízké přepravní kapacitě a problémům s údržbou. V období vlády Rany byla postavena lanová dráha mezi Mathatirthou v Káthmándú a Dhorsingem v Makawanpuru o délce přes 22 km, která přepravovala náklad 8 tun za hodinu. V současné době je v Káthmándú provozována lanovka v kopcích Čandragiri.

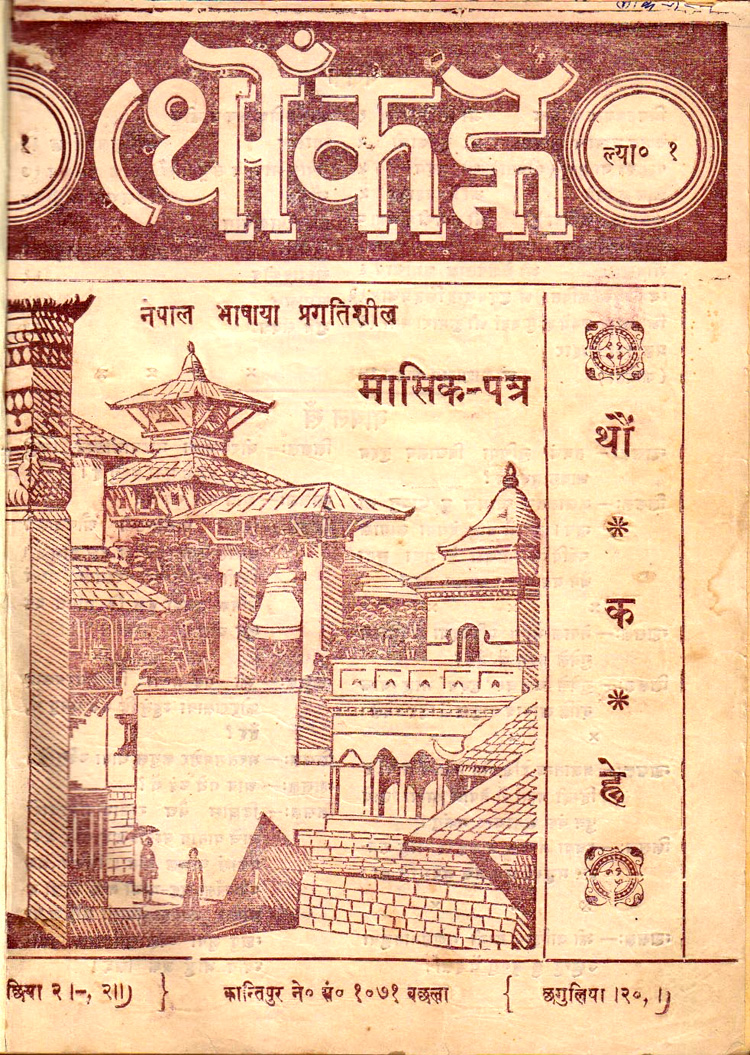
Obálka časopisu Nepál Bhasa z roku 1951

## Média
Káthmándú je televizním centrem Nepálu. Nepálská televize, založená v roce 1985, je nejstarší a nejsledovanější televizní stanicí v Nepálu, stejně jako vládní NTV PLUS a také Kantipur Television, Image Channel, Sagarmatha Television, Himalaya TV, AP1 TV a další kanály.
Ve městě sídlí také řada zpravodajských stanic v zemi, včetně Káthmándú Tribune, vládního deníku Gorkhapatra (nejstarší celostátní deník v Nepálu), Káthmándú Post, Nepali Times, Kantipur Publications a jeho novin Kantipur, Naya Patrika, The Himalayan Times, Karobar Economic Daily, Aarthik Abhiyan National Daily a Jana Aastha National Weekly.
Společnost Nepal Republic Media, vydavatel myRepublica, vstoupila do vydavatelské aliance s International Herald Tribune (IHT) a od 20. července 2011 vydává z Káthmándú asijsko-pacifickou edici IHT. V zemi působí státní Národní tisková agentura (RSS).
Rádio Nepál je státní organizace, která provozuje celostátní a regionální rozhlasové stanice. Těmito stanicemi jsou např. Hits FM, Radio Kantipur, HBC 94 FM, Radio Sagarmatha a Image FM. BBC má v Káthmándú také vysílací stanici na FM frekvenci. V údolí vysílá také několik komunitních rozhlasových stanic, například Radio Pratibodh – 102,4 MHz, Radio Upatyaka – 87,6 MHz atd. 

## Sport

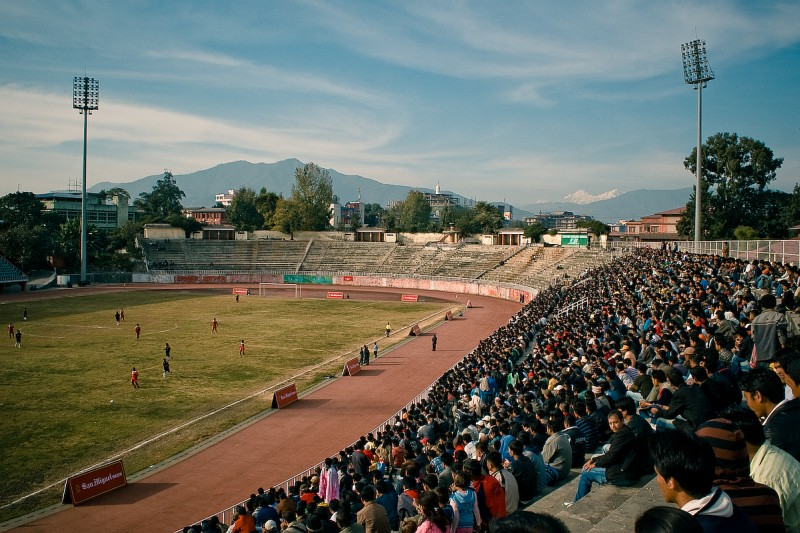
Dasharath Rangasala

Kriket a fotbal jsou nejoblíbenějšími sporty mezi mladou generací v Nepálu a ve městě je několik stadionů.  Sport řídí Národní sportovní rada ze svého sídla v Káthmándú. Jediným mezinárodním fotbalovým stadionem ve městě je Dasharath Rangasala, víceúčelový stadion využívaný převážně pro fotbalové zápasy a kulturní akce, ve čtvrti Tripureshwor. Je to největší stadion v Nepálu s kapacitou 25 000 diváků, postavený v roce 1956. Každoročně se na tomto hřišti koná také Liga památky mučedníků. Před konáním 8. jihoasijských her v Káthmándú byl stadion s čínskou pomocí zrekonstruován a byly zde instalovány reflektory. Káthmándú je domovem nejstarších nepálských fotbalových klubů, jako jsou Ranipokhari Corner Team (RCT), Sankata Club a New Road Team (NRT). Mezi další významné kluby patří Manang Marsyangdi Club, Machhindra FC, Tribhuvan Army Club (TAC) a Nepal Police Club.
V Káthmándú sídlí také některé z nejstarších kriketových klubů v Nepálu, například Yengal Sports Club. Káthmándú Kings XI reprezentuje Káthmándú v Everest Premier League.

## Mezinárodní vztahy a organizace

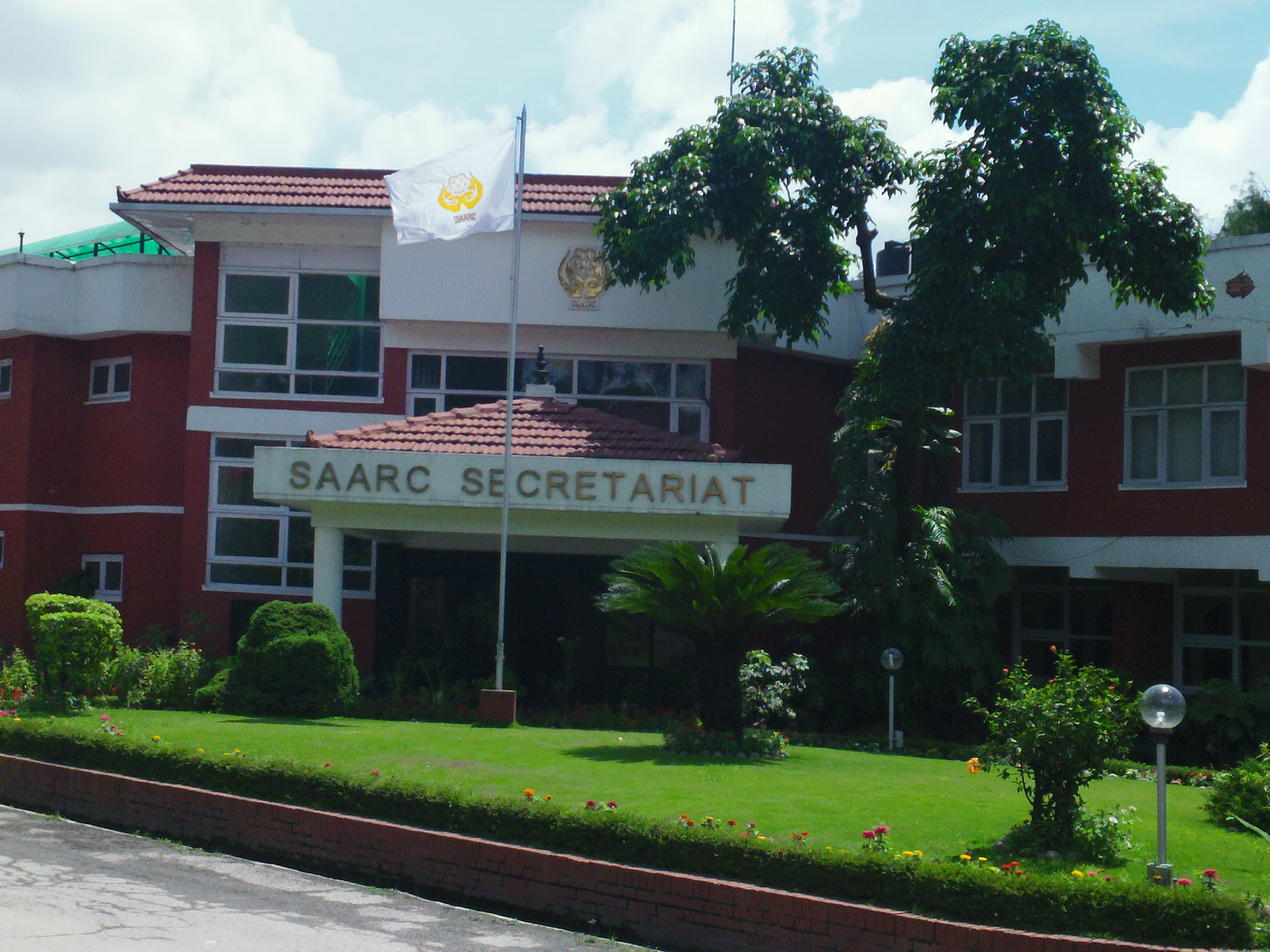
Sekretariát Jihoasijského sdružení pro regionální spolupráci v Káthmándú

Metropolitní město Káthmándú (KMS) zřídilo za účelem podpory mezinárodních vztahů sekretariát pro mezinárodní vztahy (IRC). První mezinárodní vztah KMS byl navázán v roce 1975 s městem Eugene ve státě Oregon ve Spojených státech amerických. Tato činnost byla dále posílena navázáním formálních vztahů s dalšími 8 městy: Matsumoto (prefektura Nagano, Japonsko), Rochester (stát New York), Yangon (dříve Rangún, Myanmar), Xi'an (Shaanxi, Čína), Minsk (Bělorusko) a Pchjongjang (Severní Korea). Stálou snahou KMS je posílit interakci se zeměmi Jihoasijského sdružení pro regionální spolupráci (SAARC), dalšími mezinárodními agenturami a mnoha dalšími velkými městy světa, aby bylo dosaženo lepší správy měst a rozvojových programů pro Káthmándú. V Káthmándú sídlí několik mezinárodních a regionálních organizací, včetně sekretariátu Jihoasijského sdružení pro regionální spolupráci a Mezinárodního centra pro integrovaný rozvoj hor (ICIMOD).

### Partnerská města
Káthmándú je partnerským městem s těmito městy:
- Boulder, Spojené státy americké
- Čandannáth, Nepál
- Čcheng-tu, Čína
- Eugene, Spojené státy
- Fredericksburg, Spojené státy
- Lan-čou, Čína
- Lhasa, Čína
- Macumoto, Japonsko
- Mélamčí, Nepál
- Pákhrivás, Nepál
- Pchjongjang, Severní Korea
- Rámgrám, Nepál
- Rangún, Myanmar
- Rochester, Spojené státy
- Váránasí, Indie
- Si-an, Čína
- Soul, Jižní Korea

## Osobnosti
- Tribhuvan (1906–1955), král
- Mahéndra (1920–1972), král
- Biréndra (1945–2001), král
- Bhimsen Thapa, předseda vlády Nepálu
- Džang Bahádur (1817–1877), nepálský premiér
- Rana Jang Pande, předseda vlády Nepálu
- Gehendra Sumsher Rana, první vědec Nepálu
- Laxmi Prasad Devkota, spisovatelka
- Nepálští mučedníci:
  - Dharma Bhakta Mathema
  - Gangalal Shrestha
- Madan Krishna Shrestha, herec a komik
- Hari Bansha Acharya, herec a komik
- Manisha Koirala, bollywoodská herečka
- Rajesh Hamal, herec
- Amrita Acharia, herečka
- Curtis Waters, hudební umělec
- Anuradha Koirala, sociální aktivistka
- Pushpa Basnet, sociální aktivistka
- Pardeep Bastola, nepálský filmový herec
- Baikuntha Manandhar, maratonský běžec
- Narendra Man Singh, fotbalista
- Paras Khadka, hráč kriketu
- Priti Rijal, profesionální tenistka
- Sushma Shakya, umělkyně
- Gagan Thapa, politik
- Prakash Man Singh, politik
- Balendra Shah, rapper, stavební inženýr, starosta zvolený v roce 2022
- Nirmal Purdža zvaný Nims Dai  (* 1983), horolezec – 14 vrcholů

## Galerie
- Káthmándské údolí při pohledu z kopců Šivapuri
- Singha Durbar
- Náměstí Basantapur Durbar
- Vchod do budovy na náměstí Durbar Square
- Bohyně Kumárí v průvodu na voze
- Ghanta Ghar a okolí
- Dharahara v roce 2014
- Ulička v Boudhanathu